# Кошон, Пьер
Пьер Кошо́н (фр. Pierre Cauchon; 1371, Реймс — 18 декабря 1442, Руан) — епископ Бове в 1420—1432 годах, епископ Лизьё с 1432 года, магистр искусств, лиценциат канонического права, доверенное лицо и исполнитель особых поручений бургундского герцога Филиппа Доброго, организатор и председатель руанского инквизиционного процесса над Жанной д’Арк.
Его не следует путать с современником — хронистом и нотариусом из Руана Пьером Кошоном (фр. Pierre Cochon, 1390—1456).
«Высокий и мрачный клирик», как характеризует Кошона в своей «Хронике» Жорж Шателен, вызывал у современников и потомков полярные чувства — от восхищения «мужем величайшим и исполненным добродетели» у историка Парижского университета Дюбуле до ненависти, с которой от Кошона отреклись потомки, предавшие его имя проклятию.
В современной историографии не выработалось единой оценки подлинной исторической роли и нравственного облика Пьера Кошона.

## Ранние годы

### Происхождение
Жан Жювенель дез Юрсен, сменивший Кошона в должности епископа Бовезского, в своей «Истории короля Карла VI» называет его сыном винодела. Существовали предположения о нормандском происхождении его семьи; некоторые средневековые историографы даже предполагали Кошона «англичанином, ибо он много сделал для этой страны». По другим сведениям, Кошон принадлежал к старому дворянству, а его предки, каким-то образом связанные с тамплиерами, после разгрома ордена предпочли перебраться в Реймс.

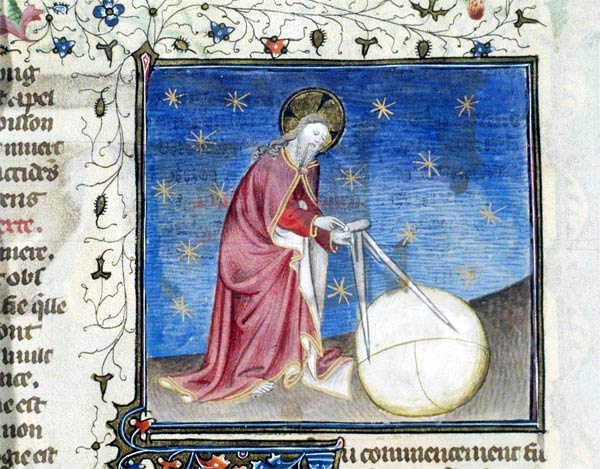
«Бог-геометр». Миниатюра из теологического трактата. Париж, начало XV века

Современные исследователи сумели проследить историю рода Кошон начиная с XII века. Семья эта не отличалась знатностью, однако была одной из старейших и самых уважаемых в Реймсе. Предки епископа были состоятельны, занимались торговлей и ювелирным делом. Отцом будущего епископа обычно считается представитель младшей ветви Кошонов — Реми, который был лиценциатом гражданского права, несколько раз избиравшийся городским эшевеном. Матерью Пьера Кошона традиционно считается Роз Гибур, о которой известно мало. Кошоны получили дворянское звание в 1393 году, о чём в городских книгах Реймса была сделана соответствующая запись. Кроме Пьера, в семье Кошона-старшего были сын Жан, также избравший церковную карьеру (в 1413 году он получил сан каноника реймсского, в 1421 году — каноника бовеского, но навсегда остался в тени брата), и дочь Жанна, ставшая женой некоего Н. Бидо, богатого и уважаемого горожанина. Известно также, что будущий епископ достаточно рано остался без отца: в 1400 году мать Кошона именуется в городских книгах «пережившей мужа вдовой». Франсуа Неве, однако, ставит под сомнение традиционную генеалогию, утверждая, что Реми Кошон в 1371 году «был слишком юн, чтобы иметь детей», а Пьер Кошон, его брат и сестра происходят от некоей третьей, доныне неизвестной ветви большого семейства. Окончательного ответа на вопрос о происхождении Пьера Кошона нет — и, видимо, он никогда не будет получен.
Вопреки распространившемуся позднее мнению, фамилия Cauchon происходит не от слова «свинья» (фр. cochon), а от понятия, бывшего в ходу в Нормандии и Пикардии и означавшего «оборот» (chausson).

### Образование
Исследователями установлено, что Пьер Кошон с братом окончили грамматическую школу в своём родном городе, где обучались чтению, письму, арифметике и латыни. Около 1385 года Кошон прибыл в Париж, где (по предположению Бурассена) поступил в Наваррский коллеж Парижского Университета на правах пансионера. В коллеже Пьер прошёл в качестве начальной ступени полагавшиеся в то время «школяру» тривиум и квадривиум и около 1390 или 1391 года приобрёл свою первую учёную степень — магистра искусств. Сразу после этого он был принят на факультет канонического права, где в 1397 или 1398 году получил степень лиценциата.
К этому же времени относится знакомство Кошона с Жаном де Ла Фонтеном, Николя Коппекеном и Жаном Бопером, тридцать лет спустя призванными Кошоном для участия в процессе над Жанной д’Арк. В этой компании Кошон был старшим (остальные ещё учились на факультете искусств) и пользовался непререкаемым уважением как многоопытный и надёжный друг. Предполагается также, что в это же время благодаря посредничеству многочисленных на богословском факультете студентов-фламандцев Кошон мог впервые обратить на себя внимание герцога Бургундии и графа Фландрии Филиппа Смелого.
Сохранилось письмо 1396 года, адресованное двадцатипятилетнему Пьеру Кошону герцогским советником Тьерри Гербодом, в котором тот, именуя Кошона «Ваше Сеньорство», просит его посодействовать трём своим племянникам, а также племяннику личного секретаря герцога. Ответ Кошона на это письмо не сохранился.
В возрасте двадцати шести лет Кошон был избран ректором — судьёй по делам школяров Университета (с 23 июня по 10 октября 1397 года): по хартии Филиппа Августа от 1200 года они были неприкосновенны для королевских представителей и подчинялись исключительно церковным судьям. Тот факт, что Кошон дважды избирался на эту должность, свидетельствует об уважении, которым он пользовался в Университете. Получив звание лиценциата канонического права в 1398 году, Кошон немедленно поступил на богословский факультет.
Для получения степени доктора богословия необходимо было пройти восьмилетний университетский курс, однако Кошон не смог — или не захотел — окончить его. Франсуа Неве, удивляясь тому, как подобное могло произойти с одним из лучших студентов Университета, выдвигает предположение, что Кошон, тяготевший к привычным формам аристотелизма и томизма, был разочарован самой программой преподавания, в котором всё более усиливалось влияние Дунса Скота, Оккама и гуманизма (представленного, в частности, Жаном Жерсоном, чей авторитет в Университете в то время был практически непререкаемым). Кроме того, он мог быть озабочен непростой политической ситуацией в христианском мире. По замечанию Неве, Кошон, всегда проявлявший себя как человек дела, предпочёл сухому и схоластическому университетскому курсу реальное участие в политической борьбе. Известно, что в 1403 году он был на шестом году обучения.
В 1403 году Кошон был вторично избран ректором Университета. К этому времени он имел постоянный доход, совмещая должности каноника и пребендария шалонского, а также выполнял священнические обязанности в церкви Эгризелль в Сансе.

## Политическая обстановка во Франции в начале XV века
Время, на которое пришлась молодость Пьера Кошона не было для его страны ни простым, ни лёгким. Западная церковь в это время переживала раскол (двое пап одновременно — в Авиньоне и Риме — оспаривали друг у друга трон наместника Святого Петра). В самой стране разворачивались драматические события. После того как король Карл VI в 1393 году впал в буйное помешательство, став, таким образом, непригодным для исполнения государственных дел, вокруг него развернулась борьба за регентство между его близкими родственниками. Одну из противоборствующих партий возглавлял младший брат короля — герцог Людовик Орлеанский, вначале безуспешно требовавший корону для себя, вторую — королевский кузен Иоанн Бесстрашный. Этот второй, согласно господствовавшему обычаю, определявшему право на регентство по степени близости к трону по праву крови или брака, не имевший реальной возможности занять место регента при жизни соперника, предпочёл решить проблему простейшим путём, расправившись с братом короля на тёмной улице, где тот оказался (по слухам), возвращаясь со свидания с королевой Изабеллой.
Убийца предпочёл вначале бежать и искать убежища в своих владениях, однако жертва преступления была настолько непопулярна, что многие находили оправдание его поступку. К числу последних относился и Пьер Кошон, открыто высказывавшийся в пользу Иоанна Бесстрашного. Специально для оправдания этого убийства Жан Пти написал своё вскоре ставшее знаменитым «Оправдание». Эта речь, в которой отстаивалось право на борьбу с тиранией, была построена строго по правилам аристотелевской логики: если убийство тирана есть благо, а Людовик был тираном, значит его убийство есть благо. Кошон с готовностью подхватил эту идею, постоянно восхваляя и отстаивая правоту Пти, и — соответственно, правоту герцога Бургундского, к партии которого примкнул, оставаясь верным ему многие годы.

## Великий западный раскол

### Участие в борьбе против церковного раскола и защита университетских привилегий
Начало политической карьеры Кошона приходится на 1398 год, когда тот, будучи ещё студентом, принял участие в Парижском церковном соборе. Среди прочих студентов, Пьер Кошон голосовал за неповиновение обоим папам — вплоть до воссоединения христианского мира под властью одного папы. Несмотря на то, что подобная точка зрения принята не была, и Франция изъявила покорность антипапе Бенедикту XIII, Кошон сумел заставить запомнить себя и тем сделал первый шаг в будущей карьере политика и дипломата.
Кошон принял постриг в 1404 году. В 1406 году он ходатайствовал перед Парижским Парламентом, желавшим положить конец двоепапству, призывая не повиноваться ни одному из них. К этому же времени относится его знакомство с францисканским монахом Жаном Пти, пламенным оратором, требовавшим во имя окончания смуты самых крутых мер, вплоть до того, чтобы «утопить обоих, повесив им камень на шею». Однако, несмотря на все усилия, в конечном итоге вновь восторжествовала точка зрения его соперника Жана Жерсона, опасавшегося, что Франция привыкнет обходиться без папы, и в дальнейшем восстановить традицию повиновения Риму будет уже невозможно.
Второй раз Кошону пришлось появиться перед Парижским Парламентом, чтобы отстоять привилегии Парижского Университета, в противовес проискам постоянного соперника — Университета Тулузы. Речь на сессии Парламента должен был произнести Жан Пти, но тот по неизвестным причинам отказался, и выступать пришлось Кошону, на этот раз сумевшему выиграть дело.
Годом позднее, продолжая линию борьбы с Великим Расколом церкви, Кошон принял участие в итальянской миссии, целью которой было склонить Бенедикта XIII и Григория XII к отречению от суверенного понтификата. Уважение, которым пользовался Кошон на этом этапе своей жизни, подчёркивается фактом, что его имя было упомянуто в так называемом втором посольском разряде (то есть немедленно после имени ректора и высших должностных лиц Университета), в то время как его брат Жан значился в тридцать четвёртом. На оплату путевых расходов Пьер Кошон получал наравне с докторами три экю ежедневно из королевской казны. Переговоры провалились, но Кошон получил репутацию арбитра, способного действовать на самом высоком уровне. В качестве вознаграждения в 1408 году он получил капелланство Сент-Этьен в Тулузе. Подобное совмещение должностей было запрещено церковными правилами, но во Франции, опустошённой войной и эпидемией чумы, оно являлось в то время распространённой практикой, на которую высшее руководство предпочитало закрывать глаза. В 1410 году Кошон был назначен каноником в Реймсе и викарием архиепископа Реймса, каноником в Бове и позднее — видамом церкви в Реймсе.
В то время ситуация в Западной церкви продолжала ухудшаться. Собор в Пизе, пытаясь положить конец двоевластью, заочно низложил обоих пап, избрав на их место Александра V. Однако оба соперника отказались согласиться с этим решением, и таким образом возникло троепапство.

### Собор в Констанце

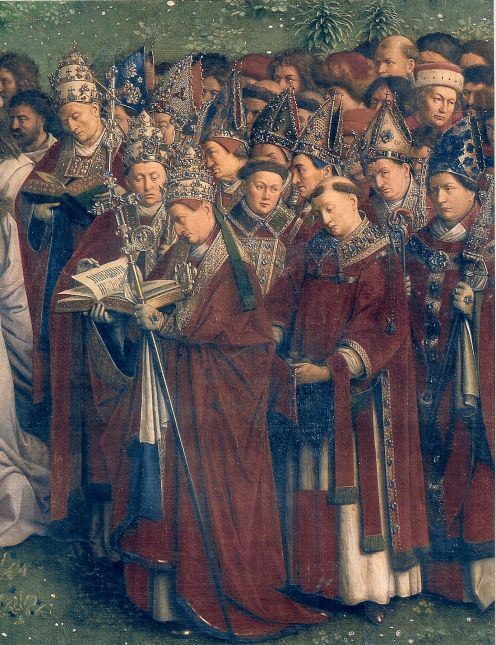
Хуберт ван Эйк, «Собор в Констанце».
Предполагается, что крайним справа в нижнем ряду в синей митре изображён Пьер Кошон

С 1416 по 1418 год Кошон принимает участие в Констанцском соборе, призванном положить конец троепапству и объединить католическую церковь под эгидой одного владыки. Проблему удалось решить — частью уговорами, частью силой принудив к отречению всех трёх пап, которых сменил на престоле Святого Петра Мартин V. На повестке дня стоял также вопрос об отношении к ереси Уиклифа и Болла в Англии и возникшей там же ереси лоллардов. Собор предал проклятию этих ранних предшественников Реформации. Кроме того, с помощью обмана в Констанц удалось заманить Яна Гуса и его соратника Иеронима Пражского, которых позднее обвинили в ереси и сожгли: первого — 6 июля 1415 года, второго — несколькими месяцами позднее.
Эней Сильвий Пикколомини (будущий папа под именем Пий II) позднее так вспоминал о казни Иеронима Пражского:
Он шёл на смерть с лёгким сердцем и ясным лицом. Достигнув места будущей казни, он сам избавился от одежды и далее, упав на колени помолился обратившись к столбу, к каковому затем был привязан. Его скрутили цепью поверх мокрой соломы, и обложили огромными поленьями, причём высота этой кучи доходила ему до груди. Когда костёр был зажжён, он запел псалом, но пламя и дым вынудили его замолчать. Так умер этот человек великого благородства, не говоря уже о его вере, предавший пламени своё тело с твёрдостью духа не меньшей, чем когда-то встретил огненное испытание Муций Сцевола, пожертвовавший, впрочем, лишь рукой, и Сократ, без колебаний принявший чашу с цикутой.
Кошон прибыл на собор первым из бургундской делегации — 1 января 1415 года, приготовив всё к приезду остальных 12 человек, и оставался там до 31 марта 1418 года (три года и три месяца), получая в качестве вознаграждения 2 франка в день (общий объём выплат за три года составил 2370 франков), в то время как главе делегации, Мартину Поре, полагалась вдвое большая сумма. Одним из соратников Кошона в этой поездке выступил Николя Бопер, позднее принимавший участие в процессе Жанны. Официально оставаясь в тени своего руководителя, Кошон, однако, продолжал вести упорную борьбу за объединение церкви, начатую им ещё в Университете. Среди прочих, он активно поддерживал низложение трёх пап и избрание Мартина V, за что последний до конца жизни питал к французскому прелату неизменную благосклонность.
Кроме собственно церковных дел, для бургундцев остро стоял вопрос об утверждении их партии у власти в самой Франции и получения для того санкции церкви. В этом им противостояла арманьякская делегация во главе с давним антагонистом Кошона по Университету Жаном Жерсоном. Впрочем, бургундцы в отличие от своих соперников держались строгой дисциплины и иерархии подчинения, выполняя приказ своего господина — ни от кого никоим образом не принимать подарков и отказываться даже от приглашений к обеду, чтобы таким образом не поддаться соблазну подкупа.
Камнем преткновения послужила знаменитая речь Жана Пти об оправдании тираноубийства. Осуждение Пти как еретика (чего удалось добиться в Париже Бернару д’Арманьяку — по его приказу «Оправдание тираноубийства» незадолго до того было уничтожено в Париже рукой палача) значило бы осуждение церковью Иоанна Бесстрашного как убийцы своего кузена, чьё преступление, таким образом, становилось безусловным и ничем не оправданным, и привело бы к его отстранению от власти в пользу Арманьяка и его сторонников.
Столкновения между двумя делегациями начались сразу же. Жерсон, переиначивая на свой лад слова Жана Пти, обвинял того в ереси. Мартин Поре отвечал ему тем же в открытом споре; Кошон писал доносы на своего врага, обвиняя того в клевете. Жерсон противопоставил девяти тезисам Пти, которые защищал Кошон, двадцать два «клеветнических тезиса» из сочинений последнего. Спор этот в конечном итоге выиграли бургундцы. Специальная комиссия, назначенная для разрешения конфликта, официально отменила решение Парижского собора и сняла с Пти и его сочинения обвинения в ереси. Вердикт был куплен более чем щедрыми подношениями кардиналам золотом, серебром и бочонками бонского вина. Так, например, кардиналы Орсини и Панчера получили по 1500 экю золотом каждый, кардиналу Дзабарелла досталась «посуда и иные вещи из золота и серебра» на сумму в 112 франков.
Также ко времени собора относится знакомство Кошона с епископом Винчестерским Генрихом Бофором, дядей английского короля, прибывшим в Констанц летом или осенью 1417 года. Позднее они снова встретятся на процессе Жанны. При первой же встрече Кошон поспешил наладить добрые отношения с англичанином.

## Гражданская война во Франции

### Начало политической карьеры на сторонебургиньонов
Кошон вновь оказался Париже вскоре после убийства герцога Орлеанского герцогом Бургундским Иоанном Бесстрашным, произошедшего 23 ноября 1407 года. 8 февраля 1409 года Пьер Кошон стал советником Иоанна Бесстрашного, который в своём противостоянии Орлеанскому дому опирался на поддержку духовенства Парижа и с 1405 года привлекал Парижский Университет к совещаниям по вопросам управления. Впрочем, вначале роль Кошона была достаточно скромной, что явствует уже из суммы получаемого в то время жалования — 50 франков в год. Впрочем, он достаточно быстро выдвинулся под началом Иоанна Бесстрашного, разглядевшего в молодом клирике идеального исполнителя своей воли — столь же «энергичного, идущего напролом к своей цели, и не слишком обременённого угрызениями совести», как и он сам.
Годом позднее, в сентябре 1410 года Кошон в сопровождении семи коллег по Университету был направлен в качестве посла к герцогу Жану Беррийскому, последнему из остававшихся в то время в живых дядей короля, в попытке склонить того на сторону бургундцев и, тем самым, ослабить орлеанский лагерь, приверженцы которого отнюдь не собирались складывать оружие после гибели своего главы. Гражданская война становилась неизбежной, и каждая из противоборствующих сторон спешно вербовала себе союзников. Однако на сей раз дипломатические усилия Кошона и его коллег оказались потраченными впустую.
В 1411 году Кошон был впервые отмечен своим господином, получив от него в качестве награды 0,5 бочонка (то есть 200 л) бонского вина. Единственный раз связав свою судьбу с Бургундским домом, он практически до самой смерти оставался ему непоколебимо верен, в отличие от многих современников, менявших свои убеждения в зависимости от того, на чьей стороне оказывался перевес. По замечанию Франсуа Неве «Кошона можно обвинять в чём угодно, кроме предательства».
В том же году после разрушительного рейда по окрестностям Парижа, в ходе которого наёмники арманьяков убивали и жгли, не разбираясь в политических симпатиях жертв, в Париже началась резня сторонников этой партии, которых было немало и в среде духовенства, и в самом Университете. Чтобы успокоить разгул толпы, «именем короля» был организован экстраординарный трибунал, состоявший из «комиссариев-реформаторов», среди который Анри де Марль называет имя Кошона. Этот трибунал работал в течение 1411—1412 годов, причём, по словам Жана Жювеналя дез Юрсена, «богатых вынуждали платить выкуп за свою жизнь, те же кто не в состоянии был этого сделать, исчезли без следа и неизвестно, что с ними стало» — иными словами, с ними расправились без суда, в то время как многие другие оказались в парижской тюрьме Шатле. Впрочем, Неве ставит под сомнение эти свидетельства, указывая, что они исходили от враждебной партии, причём к политическим мотивам примешивались личные — так, отец дез Юрсена пострадал во время этих гонений. Бургундские же хроники хранят молчание касательно этих событий, отсюда симпатизирующий Кошону Франсуа Неве делает осторожный вывод, что трибунал мог и защищать жертв гонений от народной ярости, отмечая, впрочем, что подобное предположение с его стороны не более чем догадка. Так или иначе, в 1411 году в большой политике впервые заявило о себе «давление улицы».

### Восстание кабошьенов

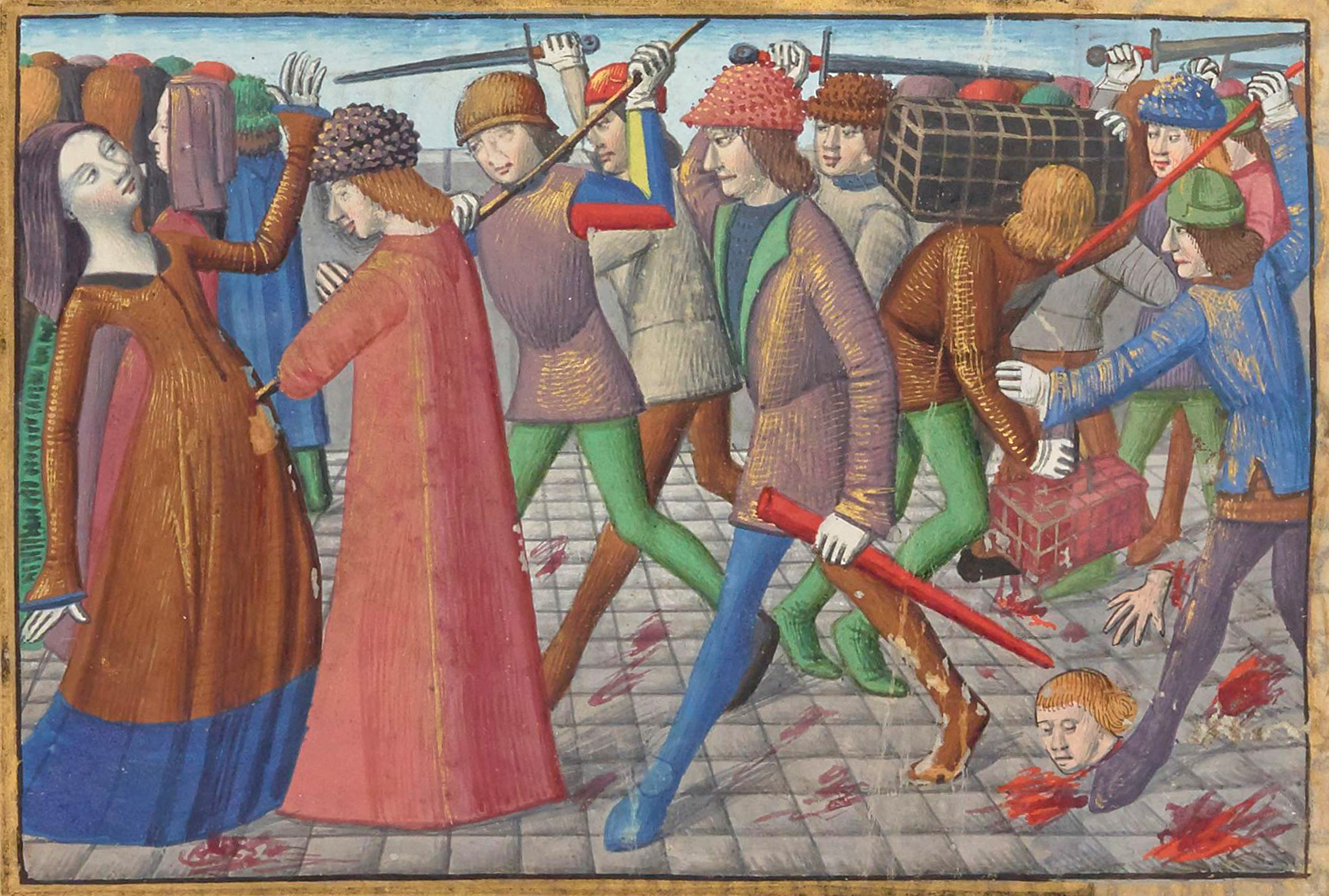
Восстание кабошьенов. Миниатюра из «Вигилий Карла VII»

30 января 1413 года в королевской резиденции Парижа открылось заседание Генеральных штатов, депутаты которых большей частью тяготели к бургундской партии. Пьер Кошон был включён в состав специальной комиссии, сформированной по решению Генеральных штатов для расследования многочисленных злоупотреблений, совершавшихся королевскими чиновниками Парижа в предшествовавшие три десятилетия.
Впрочем, парижане, рассчитывавшие на немедленную реформу государственного управления и облегчение налогового бремени, не стали дожидаться завершения заседаний. Улица вновь заявила о себе, когда 27 апреля впервые толпа стихийно сплотилась вокруг мясника Симона Кабоша и его соратников и, на следующий день взявшись за оружие, осадила Бастилию, где пытался скрыться ненавидимый горожанами прево Парижа Пьер дез Эссар. 29 апреля он сдался на милость герцога Бургундского, однако это не спасло его от расправы.
Сохранившиеся официальные письма арманьякской партии среди прочих обвиняют Пьера Кошона в активном содействии разгулу толпы, которую тот якобы подстрекал к захвату резиденции дофина, куда мятежники вломились силой, захватив 50 ставленников дофина, в дальнейшем брошенных в тюрьмы или казнённых, и захвату королевского дворца, причём возбуждённая толпа дошла до покоев королевы, требуя выдачи на расправу её брата — Людовика Баварского, герцога де Бар и «многих иных рыцарей, камергеров и советников». Неве, впрочем, и этим письмам выносит вотум недоверия, обращая внимание на то, что в них содержится призыв не верить «письмам противоположной партии», а также обращая внимание на факт, что чопорного клирика трудно представить себе во главе неистовствующей толпы. По его мнению, Кошон и в это время продолжал работу в качестве законника и члена королевской комиссии, не выходя за пределы своих полномочий. Так или иначе, плодом работы комиссии был документ, вошедший в историю под названием «Ордонанса кабошьенов», принятый во многом в спешке под давлением улицы и пытавшийся решить финансовые проблемы королевства путём ликвидации персональных выплат членам арманьякской партии. Так, Пьер де ла Тремуй и Жак де Бурбон лишались 1200 ливров годовых каждый. Кошон в качестве награды за членство в комиссии 19 мая 1413 года получил от своего господина 218 ливров единовременной выплаты.
В это же время город был охвачен беспорядками, и герцог Бургундский, окончательно потерявший всякую возможность остановить разгул толпы, вынужден был договориться со своим противником герцогом Беррийским. 28 июля 1413 года между противоборствующими партиями в Понтуазе было заключено перемирие, и 23 августа Иоанн Бесстрашный оставил Париж, а в город вступил Бернар д’Арманьяк, тесть молодого герцога Карла Орлеанского, сына убитого герцога Людовика. Он включил имя Кошона под номером 67 в общий проскрипционный список из 110 человек; точнее списков было несколько, они издавались один за другим через определённые промежутки времени. Имя Кошона возглавило пятый по счёту от 14 мая 1414 года, включавший в себя девять имён, большинство из которых принадлежало представителям Университета. В вину ему, как и всем прочим, ставилось «посягательство на честь многих дам и девиц, в жилах многих из каковых течёт королевская кровь», фабрикации самовольных писем и приказов, «дабы подобным образом оправдать свои бесчинства». Впрочем, Кошона в то время уже не было в Париже, проницательный клирик предпочёл уехать вместе со своим господином. В качестве вознаграждения за службу и, вероятно, за имущество, потерянное в Париже, герцог Бургундский пожаловал ему чин капеллана герцогской церкви в Дижоне и раздаятеля милостыни при бургундском дворе.

### На королевской службе
В то время как Кошон находился в имперском городе, во Франции продолжали разворачиваться драматические события. Англичане под предводительством своего короля Генриха V вновь вторглись в страну, и Карл VI (точнее — стоявший за ним на тот момент Бернар д’Арманьяк) потерпел несколько жестоких поражений, причём особенно сокрушительной для Франции стала катастрофа под Азенкуром.

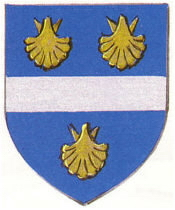
Герб Пьера Кошона: в лазоревом поле серебряный пояс между тремя золотыми раковинами

В то же время в Париже, недовольном арманьякским правлением, зрел пробургундский заговор, однако вскоре он был раскрыт. Среди прочих арестованы были коллеги Кошона по комиссии 1413 года Николя д’Оргемон и Жан д’Олив. Пятеро из заговорщиков были обезглавлены, а д’Оргемон, каноник собора Нотр-Дам, был приговорён к пожизненному заключению.
После завершения работы собора Кошон присоединился к своему господину в Труа (31 марта 1418 года), где кроме герцога Бургундского находилась его союзница королева Изабелла, незадолго до того освобождённая им из рук арманьяков. Противоборствующие стороны в это время склонялись к очередному перемирию, и Кошон вновь оказался в составе бургундской делегации. Переговоры начались в апреле 1418 года в монастыре Ла Томб. Здесь же присутствовали посланные папой Мартином V кардиналы Орсини и Фалластр, первому из которых «в вознаграждение за службу» Кошону следовало передать 600 ливров, в то время как он сам получил вознаграждение в количестве 228 ливров (по три ливра суточных). Впрочем, из-за неуступчивости арманьякской стороны переговоры не продвигались вперёд, и конец им положил неожиданный переход парижан на сторону бургиньонов 29 мая 1418 года. В городе вновь началась резня, жертвами которой стали вожаки арманьякской партии, в том числе сам коннетабль д’Арманьяк, канцлер Анри де Марль, а также епископы Кутанса и Лизьё. Дофин Карл был спасён комендантом Бастилии Танги дю Шателем; с отрядом вооружённых всадников они ускакали в Бурж.
В июне 1418 года Кошон стал советником короля. 14 июля 1418 года герцог Бургундский и королева Изабелла вступили в Париж. Среди герцогской свиты находился и Пьер Кошон, 22 июля получивший новый чин — одного из восьми ходатаев по делам при королевской резиденции, на этой должности он оставался вплоть до падения «английского Парижа» в 1436 году. Ему вменялось в обязанность разбирать жалобы, поданные на имя короля. Кошон показал себя холодным и трезвым политиком, могущим приносить в жертву стратегии сиюминутные интересы своей партии. Простые английские солдаты, своими грабежами и бесчинствами отвращавшие народ от повиновения английскому королю, карались им не менее строго чем приверженцы «буржского князька» (дофина).
27 июля ему было поручено вновь стать членом комиссии, призванной судить клириков, приверженцев враждебной партии. Королевский указ от 6 октября подтвердил оправдание Жана Пти, иначе говоря, снял вину с герцога Бургундского за убийство кузена. Таким образом, за бургундской партией de facto признавалась победа в междоусобной борьбе и возможность осуществлять высшую власть, отдавая приказы от имени психически больного короля, безропотно подписывавшего любую поданную ему бумагу. Среди прочих награждённых за победу вновь упоминается имя Кошона — 20 ноября как вознаграждение «за преследования, каковые претерпел герцог Бургундский от епископа Парижского» Кошон получил 100 франков, причём деньги эти должен был разделить с коллегами из Парижского Университета.
3 октября 1418 года Кошон присутствовал в королевском совете, где было вынесено решение установить новый налог на виноделие, призванный дать средства, необходимые для продолжения военных действий. Платить новый налог должен был также Университет, немедленно этому воспротивившийся. Кошон, посланный своим господином для урегулирования конфликта, сумел отстоять независимость своей alma mater, и 23 декабря королевским указом Университет был от налога освобождён. В качестве благодарности Университет ходатайствовал перед папой о предоставлении Кошону превотства Сен-Пьер де Лилль, мотивируя исключение, которое следовало сделать для Кошона, совмещавшего в своих руках множество должностей, «трудами, рвением, а также многими страданиями и муками, понесёнными во имя служения на благо церкви». Просьба эта была удовлетворена. Оказавшись таким образом вновь связанным с Университетом, Кошон по просьбе бывших коллег ходатайствовал перед правительством, вернувшимся в Труа, о сохранении университетских привилегий, и хлопоты его, по всей вероятности, увенчались успехом, так как сохранилось направленное ему благодарственное письмо. С 1 декабря 1418 года и вплоть до 31 марта 1419 года Кошон постоянно находится в разъездах, исполняя многочисленные поручения своего господина, успев за это время побывать в Понтуазе, Бове, Провене и Париже.
В начале следующего 1419 года Кошон дважды посещал Париж по приказу короля (точнее — герцога Бургундского). В первый раз — 17 января, чтобы дать объяснение, почему королевские войска не в силах прийти на помощь осаждённому Руану. За это путешествие казна выплатила ему 244 франка (по 4 в день, мотивируя это «дороговизной продуктов». Второй раз — 15 февраля, с королевскими письмами, посредством которых ему удаётся добиться парламентского указа об отмене свободы галликанской церкви. Подчинение Риму таким образом было восстановлено. Плата за это путешествие составила уже 6 франков в сутки (всего 13 дней) без каких-либо тому комментариев. Тогда же в феврале он получает контроль над малой государственной печатью (в то время как большая должна была неотлучно находиться у канцлера королевства). Дополнительное вознаграждение хранителю малой печати составляет 4 франка в день, если приходится выполнять дополнительную работу. По подсчётам Неве, за 16 месяцев Кошон (начиная с февраля 1419 года) получил за это в качестве вознаграждения 1547 ливров.
И, наконец, 27 марта приказом короля и герцога Бургундского парламенту было указано отменить все санкции и признать несправедливыми нападки на Жана Пти. Если верить отчётам государственного казначея Пьера Горремона, в течение двух лет — с июня 1418 по июнь 1420 года — Кошону было выплачено из королевской казны 4339 ливров, причём половина из этой суммы (2042 франка) предназначалась для покрытия его расходов и для передачи третьим лицам, в то время как вторая половина (2297 франков) составила его чистый доход. Из этих денег 1547 ливров составили вознаграждение за исполнение должности хранителя малой печати, и 750 — собственно доход от королевской службы. Всего за это время Кошон провёл в дороге 261 день (около 9 месяцев).
Кроме того, Кошону приказом короля были подарены «шесть серебряных чашек, принадлежавших ранее арманьяку Варнье Барри, а также урожай с виноградников, принадлежавших ранее Жану де Санс, епископу Мо» (оба бывших владельца к тому времени были мертвы). Следующий исторический анекдот доказывает, насколько плохо было организовано в то время управление государством: вино с подаренных ему виноградников, которое Пьер Кошон с немалыми трудностями пытался доставить для продажи в Париж, было у него конфисковано «в доход королю», в то время как пострадавшему в награду подарены были виноградники ещё одного сторонника арманьякской партии, не приносившие никакого дохода. Наконец, за все хлопоты король 30 апреля 1419 года вознаградил Кошона суммой в 150 ливров.

### Убийство Иоанна Бесстрашного и договор в Труа

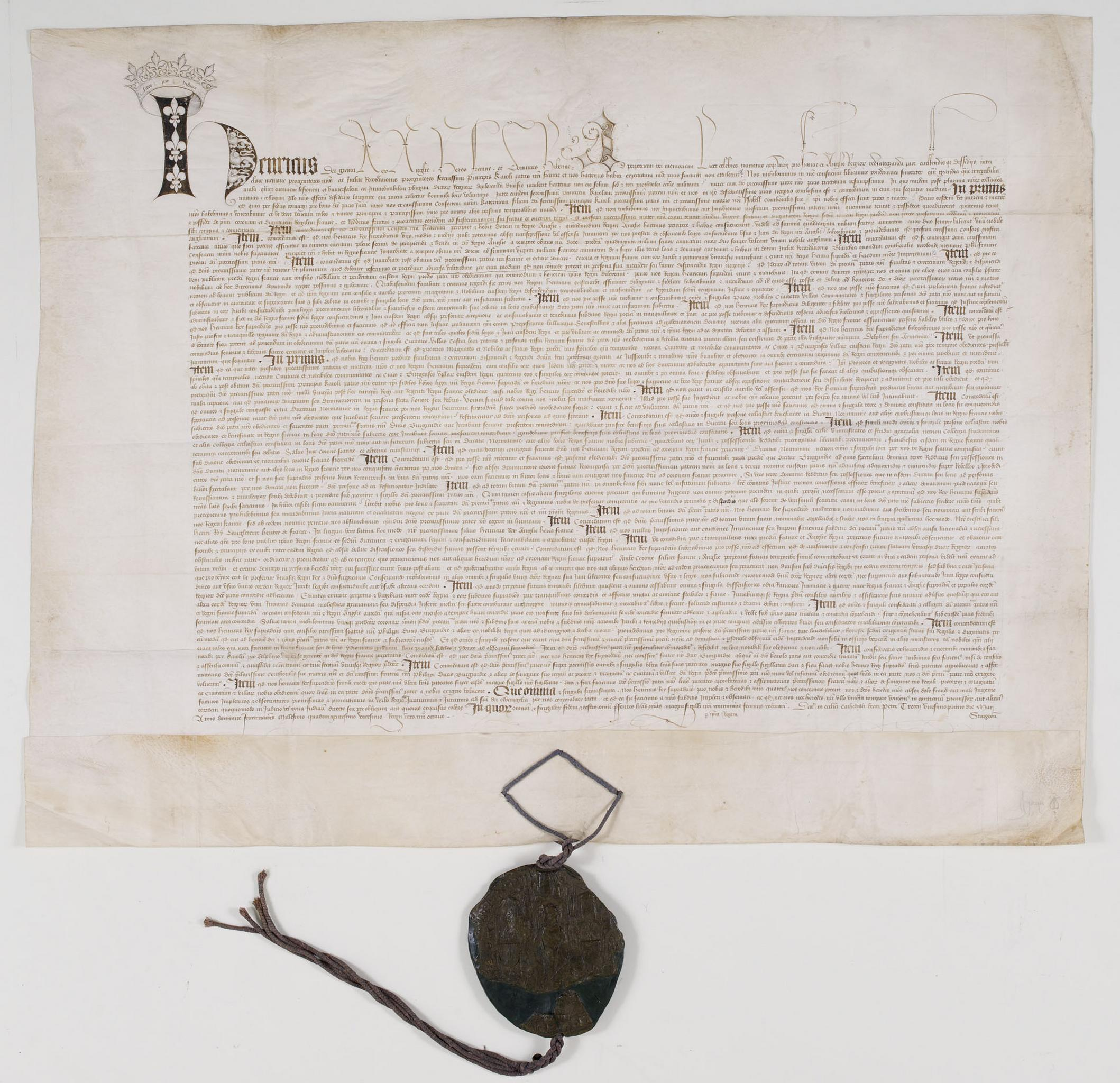
Договор в Труа (Национальный архив Франции)

Победа бургундской партии не была безусловной. Во главе «арманьяков» встал дофин королевства Карл, не отличавшийся государственным умом и умением плести интриги. Одним из первых его деяний в новой роли стало убийство Иоанна Бесстрашного 1 сентября 1419 года на мосту Монтро, куда тот прибыл, полагая, что сможет договориться с дофином и принудить того признать своё поражение. По версии сторонников арманьякской партии, убийство было совершено из самозащиты; по версии противников — ничем не оправдано.
Приказом правительства, возглавлявшегося королевой Изабеллой, Кошон получает назначение в качестве «комиссария и реформатора» в комиссию под управлением Пьера Люксембургского, призванную «расследовать все совершённые злоупотребления» или иными словами, найти и наказать убийц бургундского герцога. Для Кошона это убийство было также серьёзной помехой карьере, так как с молодым герцогом Филиппом Добрым ему никогда так и не удалось установить тех доверительных отношений, которые связывали его с Иоанном Бесстрашным. Вновь в сентябре 1419 года Кошону пришлось отправиться в дорогу — первоначально в Реймс, чтобы заручиться поддержкой горожан против дофина и его сторонников-арманьяков. После этого Кошон отправился в Труа и Шалон-сюр-Марн, взяв для сопровождения вооружённый отряд из латников и стрелков. Так как дорога была опасна, он заплатил солдатам 54 ливра из собственного кармана (позднее казна возместит ему эту сумму). Затем последовали поездки в Шалон-сюр-Сон и Макон (октябрь 1419 года). Полагается, что причиной тому была необходимость перед лицом арманьякской угрозы в Маконнэ склонить жителей этих городов на сторону бургундцев. Вознаграждение за последнюю поездку составило 6 франков ежедневно или, иными словами, 444 ливра за 74 дня.
С самого начала междоусобной войны обе стороны апеллировали к королю английскому, чьи победоносные войска находились в это время во Франции. Бургундцам удалось склонить его на свою сторону. Цена соглашения была велика — Генрих V потребовал официально признать его наследником после смерти Карла VI по праву прямого потомка Филиппа Красивого по женской линии, а также, закрепляя обещание, позволить ему обручиться с французской принцессой. Слабохарактерная королева Изабелла, готовая уступить во имя успокоения страны под сильным владычеством, дала своё согласие.
Следующий шаг был за Филиппом Добрым, в это же время начавшим в Манте переговоры с англичанами, закончившиеся обоюдным согласием сторон. Бургундскую делегацию возглавлял Мартин Поре, бывший начальник Кошона в Констанце. 2 декабря 1419 года Филипп Добрый скрепил договор торжественной клятвой. В это время в составе английской делегации впервые появляется имя Жана де Ринеля, секретаря английского короля — ставленника Кошона, женатого на его племяннице Жанне («Гильметте») Биде, дочери его сестры Жанны. В дальнейшем Ринель будет также принимать участие в процессе Жанны. Этот родственник Кошона, обязанный своим возвышением исключительно ему, в какой-то мере представлял своего отсутствующего дядю.
На Рождество 1419 года Кошон вернулся в Труа, чтобы лично присутствовать на финальной стадии переговоров. Как полагается, Парижский Университет направил Кошона (в качестве хранителя привилегий, в каковой должности он состоял с 1423 по 1432 год) и Бопера в Труа по личной просьбе Карла VI. Впрочем, ему пришлось совершить ещё одну поездку, на сей раз к герцогу Бургундскому, «дабы тот поспешил прибыть к королю». Кошон уехал из города 15 февраля 1420 года и 22 марта вернулся вместе с Филиппом Добрым. За эту поездку ему было выплачено из казны 216 франков (то есть 6 франков в сутки, всего — 36 дней), а также дополнительно 28 франков как плату гонцам, доставлявшим его донесения в Труа. Заключительная часть переговоров, официально заявленных как переговоры о мире между двумя странами, началась 9 апреля 1420 года в присутствии множества высших лиц королевства, где Пьер Кошон также принимал участие на правах члена делегации Парижского Университета. 20 апреля в город прибыл Генрих V, на следующий день договор был подписан, причём со стороны англичан свою подпись поставил секретарь короля де Ринель. Предполагается (впервые это мнение было высказано Эдуаром Перруа), что королева Изабелла «непрямо признавала, будто её сын Карл был бастардом, рождённым от неведомого отца». На самом деле текст «позорного договора» сохранился, и ни один из его пунктов ни прямо, ни косвенно не содержит указания на подобное. Генрих V полагался наследником французской короны как прямой потомок Филиппа Красивого по женской линии, Карл, «так называемый дофин», лишался права наследования за «чудовищные и ужасные преступления», иными словами — за убийство на мосту Монтро, несовместимое с королевским достоинством. Генриху полагалось взять в жены Екатерину, дочь короля Карла VI и Изабеллы Баварской, и далее на правах зятя и «возлюбленного сына» французского короля принять регентство вплоть до смерти последнего, после чего Генрих объявлялся полновластным владыкой обеих стран, соединявшихся навсегда в единое королевство. С точки зрения бургундцев, а также поддерживавших их парижан, договор должен был служить делу мира и прекращению анархии. Страна должна была раз и навсегда успокоиться под эгидой единого сильного монарха, тем более что согласно господствовавшему обычаю, права Генриха на французский престол действительно трудно было поставить под сомнение. Оставалось лишь покорить половину Франции, отнюдь не желавшую принять «чужого короля» и сплотившуюся для сопротивления вокруг дофина Карла.
Генрих V вёл боевые действия на территориях, поддерживавших дофина Карла. Пьер Кошон стал советником короля Англии (4 июня 1422 года), в свите которого вернулся в Париж. После смерти короля Генриха V Кошон поступил на службу к герцогу Бедфордскому Джону, регенту Франции при малолетнем Генрихе VI. В октябре 1422 года он был назначен душеприказчиком Карла VI. С 1423 года Кошон участвовал в заседаниях Большого Совета Генриха VI. Он пользовался полным доверием регента, в частности выступая в роли хранителя личной печати канцлера Франции, за что ему полагалось дополнительное вознаграждение в 100 турских ливров в год.

### Епископ Бове

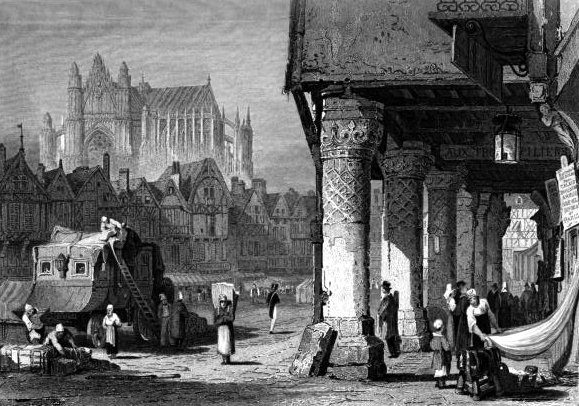
Бове — «город звучный, полотняный и вонючий». Гравюра XIX века

К началу 1419 года Пьер Кошон совмещал должности каноника Шалона, Реймса и Бове, каноника герцогской церкви в Дижоне, видама церкви в Реймсе. Вслед за этим ему достались также место каноника в Шартре, чин архидиакона в Реймсе, доходы от бенефиция Сен-Клер в диоцезе Байё, причём всё это вместе взятое приносило 2 тысячи ливров в год. Впрочем, Кошону было этого недостаточно, и он потребовал для себя ещё превотства в Лилле. Эти притязания поддержал Парижский Университет, благодарный Кошону за постоянное покровительство, которое тот оказывал для alma mater при дворе, а также за хлопоты, предпринятые им по возвращению парижским клирикам доходов с нормандских владений. Университетская делегация, призванная хлопотать, чтобы для Кошона сделали исключение из правила, запрещавшего одному человеку совмещать в своих руках несколько церковных должностей, была направлена к папе Мартину V, который, помня о поддержке, оказанной ему Кошоном в Констанце, предпочёл закрыть глаза на это нарушение и, более того, утвердил последнего папским референдарием.
Однако Пьер Кошон не собирался останавливаться на достигнутом, желая во что бы то ни стало получить епископскую митру, призванную увенчать его церковную карьеру. В качестве первого шага он отказался от звания видама церкви в Реймсе и далее с согласия подлинного властителя «английской Франции» короля Генриха V и герцога Филиппа Доброго, желавших таким образом вознаградить верного слугу, а также утвердить своё влияние в одном из крупнейших диоцезов, Кошон был утверждён в качестве епископа города Бове, кафедра которого освободилась 10 февраля 1419 года со смертью Жана де Летра, канцлера Франции, скончавшегося во время одной из частых в то время эпидемий. Назначение это считалось особенно престижным, так как епископу Бове вменялось в обязанность принимать участие в коронационных торжествах, а также он получал звание пэра Франции от духовного сословия. Назначение состоялось 21 августа 1420 года, несмотря на глухое недовольство бовеского клира.
20 декабря 1420 года новоназначенный епископ сопровождал королей Карла VI и Генриха V во время торжественного въезда в Париж. 13 декабря, оказывая неслыханную честь верному слуге, герцог Бургундский принимает его приглашение на обед, организованный в парижской резиденции Кошона. До наших дней сохранилось меню этого пышного обеда, включавшее рыбу под соусом, пирожные, фрукты, орошённые вином, кислое столовое вино и сладкое вино с корицей.
Этот обед, бывший одновременно заседанием герцогского совета, имел своим результатом составление документа, в котором герцог просил у короля Карла VI удовлетворения за убийство своего отца. 23 декабря документ был зачитан во время заседания королевской судебной палаты, и в конечном итоге дофин Карл ещё раз осуждён королевским судьёй и повторно объявлен лишённым наследства. Посвящение в сан нового епископа было назначено на 20 января следующего, 1421 года. Герцог Филипп вновь почтил своего верного слугу, вместе с ним въехав в Бове. В процессии принимали участие также епископы Турне и Теруанна. Ангерран де Монстреле отметил в своей «Хронике»:
[Герцог Филипп] присоединился к новоназначенному епископу, какового с великими почестями и любовью сопроводил во время въезда <в город>,  оказав и ему и всему баронству честь своим торжественным присутствием во главе процессии. Также названный прелат смиреннейшим образом возблагодарил герцога, проявив величайшее к нему верноподданническое чувство, в ответ на каковые слова герцог благочестивейшим образом препоручил того милости Господней, и далее вернулся в Гент, к герцогине Мишель, каковая обреталась там и там же имела свою резиденцию.
Границы диоцеза простирались от самого города вплоть до ворот Компьеня. На этом основании десять лет спустя епископ Кошон потребовал выдачи Жанны как «подсудной ему по религиозным вопросам».

### Советник регента

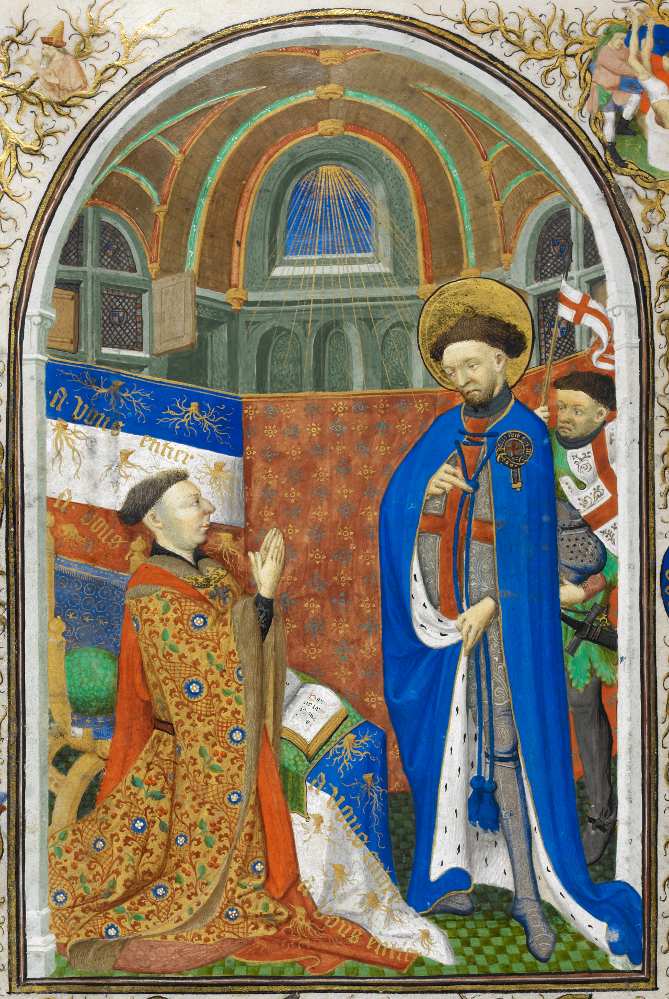
Джон Ланкастерский, герцог Бедфорд, регент Франции после смерти Генриха V

Неизвестно, когда епископ Бове стал членом совета (от духовного сословия) при вдовствующей королеве и далее при английском короле Генрихе V, однако его имя упоминается среди присутствующих на королевском совете в отеле де Нель, 4 июня 1422 года, причём вознаграждение его составило тысячу золотых экю.
К тому же времени относится малопочтенный анекдот, упомянутый Жювенелем дез Юрсеном, впрочем, постоянно проявляющим враждебность к Кошону, — если верить изложенному в «Хронике», после падения Мо (3 июня 1422 года) епископ Бове лично озаботился тем, чтобы троих пленных монахов (один из которых был аббатом церкви Сен-Фарон де Мо) «определили в крепкие и надёжные тюрьмы… ибо они были виновны в оскорблении величества и уже потому заслуживали претерпеть подобного рода унижение». Впрочем, при отсутствии источников с бургундской стороны трудно сделать вывод, насколько тому была воля самого Кошона и насколько он просто подчинялся чужому приказу. 22 июня того же года по приказу английского короля Кошон хлопотал перед папой об удалении из Парижа новоназначенного епископа Жана Куртекуиса, вызвавшего недовольство английского короля. Вновь его хлопоты увенчались успехом, Куртекуис вопреки сопротивлению парижского капитула отправился в Женеву, в то время как епископ женевский — Жан де ла Рошеталье — занял его место. Тогда же он скупил книги и церковные облачения, принадлежавшие прежнему епископу, умершему за год до того, причём капитул вынужден был сделать вид, что всё это было завещано Кошону покойным.
Тогда же он хлопотал перед властью об удовлетворении жалоб Парижского Университета, остававшихся до тех пор без внимания, и в том же 1422 году Кошон участвовал в переговорах о сдаче Кротуа, ни к чему, однако, не привёдших, и в переговорах с герцогом Бретонским Жаном V (VI) (22 декабря 1422 года), закончившихся, впрочем, полным провалом.
После скоропостижной смерти Генриха V (31 августа 1422 года) и кончины Карла VI (21 октября 1422 года) Кошон стал одним из душеприказчиков последнего.
После смерти английского короля герцог Бедфордский в нарушение последней воли своего брата принял титул регента Франции, фактически отстранив от власти Филиппа Доброго. Известно, что начиная с 1423 года Кошон стал советником на его службе — среди прочего, присутствуя в совете 14 апреля 1423 года в Амьене. Тогда же он стал «хранителем привилегий» Парижского Университета, иными словами — судьёй по делам как преподавателей, так и школяров, равно подпадавших под его юрисдикцию.
В июне 1424 года Кошон поставил свою подпись под актом передачи под власть Бедфорда герцогства Анжу и графства Мэн. 4 октября того же года он принял участие в переговорах о сдаче Витри-ле-Франсуа, причём противоположную сторону представлял будущий соратник Жанны Этьен Виньоль по прозвищу Ла Гир. Переговоры увенчались для Кошона полным успехом. 22 декабря того же года он участвовал в тяжбе между кардиналом де Баром и Вилье де л’Иль-Адамом, требовавшим от своего противника уплаты суммы в 4000 экю. Ввиду того, что л’Иль-Адам на суд не явился, требование было отклонено за его отсутствием.
Тогда же Кошон хлопотал о своих родственниках в Реймсе, причём его брат Жан, каноник реймсского собора, стал членом городского капитула, племянник Жан Кошон дю Годар — заместителем городского капитана и смотрителем лесных угодий «что на реймсской горе» (1421), а также заместителем местного бальи (1425 год). Не остался без внимания и Жан де Ринель, получивший в 1426 году сан пребендария в богатой церкви Нотр-Дам-де-Реймс
В июле 1424 года и далее в 1425 году Кошон озаботился о том, чтобы продлить действие налога на соль, от которого его земляки получали немалую выгоду. О высоком положении и власти, которыми он пользовался в те времена, свидетельствует то, что декан города Труа, собираясь в Париж для улаживания некоего вопроса со Счётной палатой короля, озаботился о том, чтобы лично поднести рыбу в форме дара для «монсеньора бовеского, в те времена распорядителя печатей и председательствующего в Палате».
В следующем, 1426 году по приказу Бедфорда Пьеру Кошону впервые пришлось вмешаться в дела руанского капитула. За три года до того архиепископом руанским стал Жан де ла Рошетайе, бывший епископ женевский. Этот прелат, как видно, был в милости у Бедфорда, вплоть до того, что последний потребовал для своего любимца кардинальскую шапку. Папа Мартин V пошёл навстречу желаниям англичанина, но неожиданно этому решению воспротивился руанский капитул, объявив, что кардинальское достоинство несовместимо с исполнением архиепископских обязанностей. Вероятно, за этим стояло среди прочего желание отстоять свою свободу против решений, навязываемых сверху, но так или иначе, капитул оказался расколот на сторонников и противников кардинала, ввиду чего Бедфорд был вынужден вмешаться. 22 февраля Кошон, по приказу герцога направленный в город для улаживания конфликта, принял достаточно необычное решение — в течение трёх лет новоявленный кардинал не имел права показываться в городе после 9 апреля 1427 года, после чего ему следовало принять архиепископскую кафедру в другом месте. Проблема таким образом решилась, и новоиспечённый кардинал, пунктуально подчинившийся условиям, в 1429 году принял архиепископство в Безансоне.
Пытаясь склонить папу на свою сторону, Бедфорд через своих посланцев (среди которых был и Жан Бопер, в дальнейшем также активно содействовавший Кошону во время суда над Жанной) на соборе в Сиене (1423 год) потребовал отмены свободы галликанской церкви. Так, в частности, право назначать епископов должно было перейти к папе, в то время как капитулы могли высказывать своё мнение по этому поводу лишь в течение 4 месяцев в году. 5 марта 1426 года Кошону было поручено сломить сопротивление парижского парламента, вынудив последний ратифицировать этот документ. Ему вновь это удалось, за что папа лично поблагодарил епископа бовеского своим бреве, датируемым ноябрём 1427 года.
3 февраля 1428 года Кошон председательствовал на заседании комиссии, собранной герцогом Бедфордом для обсуждения вопроса о подчинении Шампани, для чего, среди прочего, следовало собрать специальный налог с жителей реймсского и шалонского диоцезов. Среди городов, которые следовало покорить, назван был и Вокулёр, находившийся в непосредственной близости к родной деревне Жанны — Домреми. И вновь по окончании заседаний (7 февраля 1428 года) ему пришлось вместе с остальными членами комиссии пуститься в путешествие, посетив среди прочего Реймс, Лаон, Суассон, Нуайон и Сен-Кантен
В том же году Бедфорду удалось добиться от папы разрешения вдвое увеличить налог с французского духовенства (десятину), причём одна из частей предназначалась Риму, вторую же регент планировал пустить в оплату наёмников, продолжавших сражаться против дофина Карла, а также на организацию крестового похода против гуситов. Нормандскому духовенству приходилось особенно туго — согласно апостолическому приказу, ему вменено было в обязанность заплатить десятину в тройном размере, причём одна из частей специально предназначалась для нового штурма Мон-Сен-Мишеля, взять который англичанам не удавалось с 1417 года. Миссия «судьи и исполнителя апостолических приказов» в Нормандии возложена была на Пьера Кошона. Кошон достаточно охотно шёл навстречу монахам из ограбленных или разрушенных обителей, снижая налог до 10 % от требуемого, а то и прямо освобождал от него конкретных людей. Так, Жан Эстиве, будущий прокурор на процессе Жанны, получил от Кошона собственноручно подписанную тем бумагу, освобождавшую его от уплаты как «школяра Парижского Университета». Но всё же Кошон выполнял свои обязанности с жестокой непреклонностью, игнорируя многочисленные жалобы, что не могло не настроить против него нормандцев. Особенно негодовало руанское духовенство, которому епископ, собрав его на специальное заседание 8 июля 1429 года, угрожал самыми строгими мерами за неуплату. Впрочем, здесь ему пришлось отступить — руанцы, готовы были уплатить, согласно обычаю, ещё одну дополнительную десятину, но отнюдь не две — что составило бы дополнительные 30 тыс. ливров, очень внушительную сумму по тем временам, и апеллировали к папе, который дал им необходимое разрешение. В результате недовольны остались обе стороны — как обозлённый неудачей Кошон, так и руанский капитул, члены которого, затаив против него злобу, сумели добиться того, чтобы столь успешно начавшаяся карьера этого ставленника герцога Бургундского далее уже не пошла.
В том же 1429 году он вновь предпринял поездку в Шампань в сопровождении Гийома Эрара, также позднее принявшего участие в процессе. И тогда же Кошон впервые проявляет интерес к руанской архиепископской кафедре, вакантной после изгнания де Рошеталье. Бедфорд готов был удовлетворить просьбу верного слуги, но руанский капитул, слишком хорошо помнивший историю с десятиной, со всей холодностью дал понять герцогу, чтобы тот подыскал иную кандидатуру.

### Кошон на пике политической карьеры
Весной того же года столь удачно разворачивавшаяся против последних приверженцев дофина операция была неожиданно нарушена появлением Жанны, сумевшей в считанные дни снять осаду с Орлеана, бывшего последней крепостью, закрывавшей путь к столице Карла VII — Буржу. Тогда же, в мае 1429 года, Кошон находился в своём родном городе — Реймсе, где во время крестного хода в Праздник Тела и Крови Христовых (25 мая) нёс Святые Дары, не зная, что этот приезд будет для него последним — в скором времени городу предстояло подчиниться власти дофина Карла.
17 июля по настоянию Жанны нерешительный Карл принял коронацию в Реймсе под именем Карла VII, став для большинства рядовых французов законным королём страны. Договор в Труа, таким образом, был отменён de facto. Кошона в это время уже не было в городе, 8 июля, буквально за несколько дней до прибытия королевских войск, он направился в Нормандию, где его, впрочем, ждал очень холодный приём, так как местное духовенство ещё не забыло силой взятого с него налога.
Вскоре после этого он попытался вернуться в Бове. Момент был выбран исключительно неудачно, так как соседние города уже сдались войскам Карла VII, и при появлении у ворот королевских герольдов горожане, разразившись криками «Да здравствует Карл VII, король Франции!», выгнали прочь из города англо-бургундский гарнизон. Вместе с ним бежать пришлось и епископу Кошону, которого предполагаемый автор «Хроники Девы» Гийом Кузино де Монтрейль не без оснований именовал «ярым сторонником англичан, хоть и французом по рождению».
Епископ осел в Руане, выбрав себе местожительством дом каноника. Впрочем, Кошон ещё не считал дело проигранным, отправляя дяде английского короля — кардиналу Винчестерскому Генриху Бофорту отчаянные письма с просьбой срочно выслать подкрепление. Король Карл немедленно озаботился тем, чтобы наложить руку на доходы бовеского диоцеза, впрочем, Бедфорд вознаградил изгнанника значительной денежной суммой, а также передал ему право пользоваться налогом, взимавшемся с руанского рынка и общинных мельниц. Упорный епископ бовеский, в любом случае, не собирался складывать оружия, и лично направился в Англию в сопровождении кардинала Винчестерского и нескольких представителей проанглийски настроенного духовенства (сентябрь 1429 года). За эту поездку ссыльному епископу было заплачено за 127 дней 1270 ливров, или 10 ливров в день (5 сентября 1429 — 9 января 1430). Ему вновь удалось добиться своего, одновременно настояв на том, чтобы совет при малолетнем короле высказался за его назначение архиепископом Руанским.
Восьмилетний Генрих VI высадился в Кале 23 апреля 1430 года, где с французской стороны его встречал вновь епископ Пьер Кошон. 14 мая того же года Кошона ждала ещё одна приятная новость — юный король вновь утвердил его в должности советника уже при своей особе. Полагается, что в это время Кошон достиг пика своей политической карьеры.

## Инквизиционный процесс Жанны д’Арк

### Подготовительный период

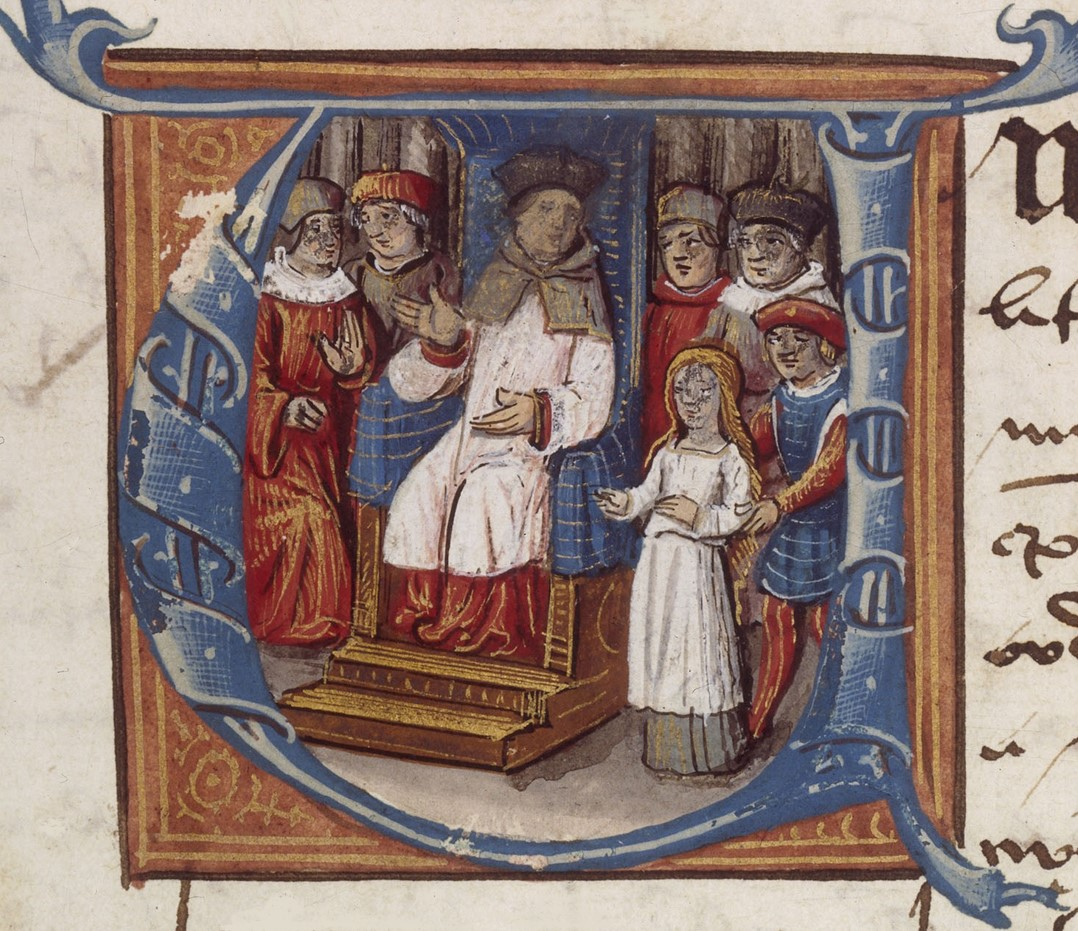
Пьер Кошон во время суда над Жанной. Средневековая миниатюра

Из Кале епископ сопровождал Генриха в Руан, где, по замыслу герцога Бедфордского, должен был обосноваться восьмилетний король, и там получил весть о пленении 23 мая Жанны д’Арк. 14 июля 1430 года Кошон прибыл в Марньи-де-Компьень, где вручил герцогу Бургундскому послание от английского короля и себя лично «как епископа бовеского» с требованием передачи Жанны д’Арк, предложив за неё выкуп, и далее побывал в замке Боревуар, резиденции Жана Люксембургского, получив за тридцатидневное путешествие 765 турских ливров из казны регента. На том основании, что Жанна была пленена в его диоцезе, Кошон намеревался начать против неё процесс по делам веры. Жанна в те времена находилась в руках у Жана Люксембургского, вассала бургундского герцога. Этот отпрыск знатной фамилии отчаянно нуждался в деньгах и готов был уступить пленницу, как то и предписывали законы войны, тому, кто больше заплатит. Карл VII не предпринял никаких действий, чтобы спасти Жанну.
Основной задачей Кошона на процессе являлось признание Жанны колдуньей и, следовательно, доказательство незаконности коронации Карла VII. В награду ему был обещан пост архиепископа Руанского, освободившийся незадолго до того.
Кошону исполнилось 59 лет, достаточно почтенный возраст по тем временам. Ему предстояло вновь сыграть определённую роль в судьбах королевства, притом что процесс над Жанной, благодаря которому епископ бовеский остался в памяти потомков, для него самого был всего лишь проходным эпизодом в карьере, куда менее важным, чем переговоры с принцами или территориальная экспансия.
То, что процесс над «арманьякской девой» имел характер политического, а не религиозного, было ясно с самого начала. Английское командование поставило Кошону непростую задачу — пленницу во что бы то ни стало нужно было осудить по правилам инквизиционного трибунала и приговорить к смерти как колдунью и еретичку, дискредитировав, таким образом, и её победы, и, главное, коронацию Карла, делавшую его в глазах французов помазанником божьим, чьи права на трон становились отныне неоспоримы. Кошон охотно взялся за дело, прекрасно отдавая себе отчёт, что противная сторона любыми путями постарается опротестовать вынесенный приговор, поставил себе задачей организовать «образцовый процесс» — иными словами, строжайшим образом выполняя все формальности, предписанные церковью для такого рода дел.
Торг длился довольно долгое время, несмотря на многочисленные письма, требовавшие выдачи Жанны «во имя торжества католической веры», которые направлял Филиппу Доброму и Жану Люксембургскому Парижский Университет, горевший желанием заполучить пленницу и судить её в столице, которую Жанне так и не удалось занять, Жан Люксембургский отнюдь не спешил расставаться со своей добычей. Кошон, понимая, что речь идёт лишь о величине суммы, поднял цену с 6 тысяч франков (из которых 200 или 300 предлагалось выделить бастарду Вандомскому, пленившему Жанну «для поддержания его хозяйства») до головокружительной суммы в 10 тысяч. Соглашение ускорила сама пленница, попытавшаяся спрыгнуть с вершины башни Боревуар и едва не разбившаяся насмерть. Неизвестно, была ли это попытка бегства или попытка покончить с собой, Жан Люксембургский предпочёл далее не искушать судьбу — за мёртвую пленницу ему не удалось бы выручить ничего. И окончательно в деле поставили точку письма английского короля, недвусмысленно приказавшие передать Жанну для суда епископу бовескому.
Бургундцы передали её англичанам. Король Англии письмом от 3 января 1431 года вверил Жанну церковному суду и лично Пьеру Кошону. Впрочем, вопреки всем настояниям Университета, английское командование определило для суда Руан, далёкий от линии фронта и куда более лояльно настроенный к английскому владычеству, чем своенравный Париж. Руанский капитул, недолюбливавший Кошона со времён борьбы за дополнительные подати, всё же уступил ему власть над городом и диоцезом — временно, вплоть до завершения процесса. Ричард де Бошан, граф Уорик, капитан Руанского замка и командующий английской армией в Нормандии, пошёл ещё далее, недвусмысленно пообещав Кошону в случае удачного завершения дела предоставить ему архиепископскую кафедру в этом городе.

### Предварительное следствие
Дожидаясь прибытия пленницы, Кошон со всей тщательностью подошёл к назначению членов трибунала и заседателей, обязанных присутствовать во время публичных допросов. Число последних доходило до 130. Вынужденные разделить с Кошоном ответственность за казнь пленницы, эти легисты и теологи всех степеней должны были, по расчёту Кошона, уже из самозащиты в будущем воспротивиться любой попытке её оправдания.
Кошон с самого начала крепко держал в руках всю процедуру суда, назначив в качестве должностных лиц исключительно своих ставленников. Так, прокурором стал Жан Эстиве, разделивший с ним участь изгнанника, когда Бове перешёл под власть французского короля. На роль советника по допросу свидетелей был избран давний знакомец Кошона по Парижскому Университету Жан де ла Фонтен, допросы следовало вести ещё одному парижанину — Жану Боперу, с английской стороны на заседаниях присутствовал секретарь короля Уильям Хейтон, и среди заседателей был ректор парижского Университета Том де Курсель, будущий переводчик материалов процесса на латинский язык. Остальные члены суда и заседатели были руанцами, придирчиво избранными за лояльность к партии английского короля. Тот же Кошон, собирая на открытые заседания до шестидесяти докторов и лиценциатов теологии, канонического и гражданского права и, наконец, медицины, превращал их в молчаливых свидетелей происходящего, так как допросы вёл исключительно сам или передавал их ведение Боперу, тщательно перед тем подготовив список вопросов, которые последнему оставалось лишь задать. И, наконец, с английской стороны документы о выдаче пленницы подписал племянник Кошона — Жан де Ринель.
Кошон прибыл в город в декабре 1430 года, поселившись в доме Николя Рюбе, «что возле старого рынка», в котором проводились первые заседания.
Жанна прибыла в Руан на Рождество 1430 года, и уже с этого момента план Кошона по приданию процессу «безупречного характера» дал заметную трещину — по настоянию английского командования, никоим образом не желавшего выпустить пленницу из рук, её поместили в замке в «башне что в полях» — едва ли не по соседству с покоями здесь же присутствующего английского короля Генриха VI, причём в камере постоянно должны были находиться несколько английских солдат «низшего ранга», чтобы воспрепятствовать любым попыткам бегства или самоубийства.
Это уже шло вразрез с законами инквизиционного суда, по которым обвинённую в ереси должны были содержать в женском отделении церковной тюрьмы. Кошону, однако же, пришлось смириться с этим. Вторая проблема пришла с неожиданной стороны — по тем же законам, судьёй в процессе о вере (пусть даже номинальным) должен был выступить инквизитор, но Жан Граверен, генеральный инквизитор Франции, предпочёл уклониться от участия в столь щекотливом деле, отговорившись тем, что его присутствие было совершенно необходимо в Санлисе, где в то же время шёл процесс над «Ле Куврером, горожанином из Сен-Ло», обвинённым в ереси. Викарий инквизиции в Руане, доминиканец Жан Леметр, также пытался всеми силами уклониться от участия в процессе, ссылаясь на то, что Кошон ведёт его в качестве епископа Бове, в то время как юрисдикция самого Леметра распространяется исключительно на руанский диоцез. Письмо Кошона к Граверену, сохранившееся в материалах процесса, выдаёт крайнее раздражение своего автора. В конечном итоге, Леметра удалось принудить к участию прямым приказом начальства и угрозой наказания, при том что при первой возможности тот всё же перестал посещать заседания и, в итоге, бесследно исчез из города.
Посланцы Кошона, получившие задание собрать против Жанны компрометирующие сведения, с немалыми трудностями добрались «до Лотарингии» — её родных мест, где в то время хозяйничали французы, и постоянно подвергались риску разоблачения. Однако они вернулись со столь скудной добычей, что сам Кошон предпочёл изъять их отчёт из материалов дела. Позднее, во время процесса реабилитации, один из этих посланцев сообщил о сведениях, добытых там, что «был бы рад, ходи подобная молва о его собственной сестре».
Обследование пленницы, выполненное по указанию Кошона «дамской комиссией» во главе с герцогиней Бедфордской Анной Бургундской, показало, что Жанна сохранила девственность, что опять было серьёзным ударом по обвинению, — по тогдашнему обычаю признать ведьмой девственницу не представлялось возможным. Однако Кошон поспешил успокоить начальство, пообещав, что сможет добиться осуждения Жанны как еретички и идолопоклонницы. И, наконец, в разгар подготовки к началу допросов Кошон получил печальное известие — скончался его друг и покровитель Мартин V. С новым папой, Евгением IV, Кошон уже не мог установить тех доверительных отношений, которые связывали его с предшествующим понтификом.
Но самые большие хлопоты доставила Кошону подсудимая, каким-то наитием обходившая все расставленные для неё ловушки. Так, один из каверзных вопросов, заданных ей на третьем публичном допросе «Почиет ли на вас божественная благодать?» привёл в смятение даже присутствовавших в зале докторов теологии — вопрос, по сути своей не имел ответа. Сказать «да» значило бы признаться в грехе гордыни, «нет» — отказаться от собственных притязаний на связь с потусторонними силами. Жанна блестяще вышла из положения: «Ежели нет, да наделит меня Господь ею, если же да, то позволит её сохранить».

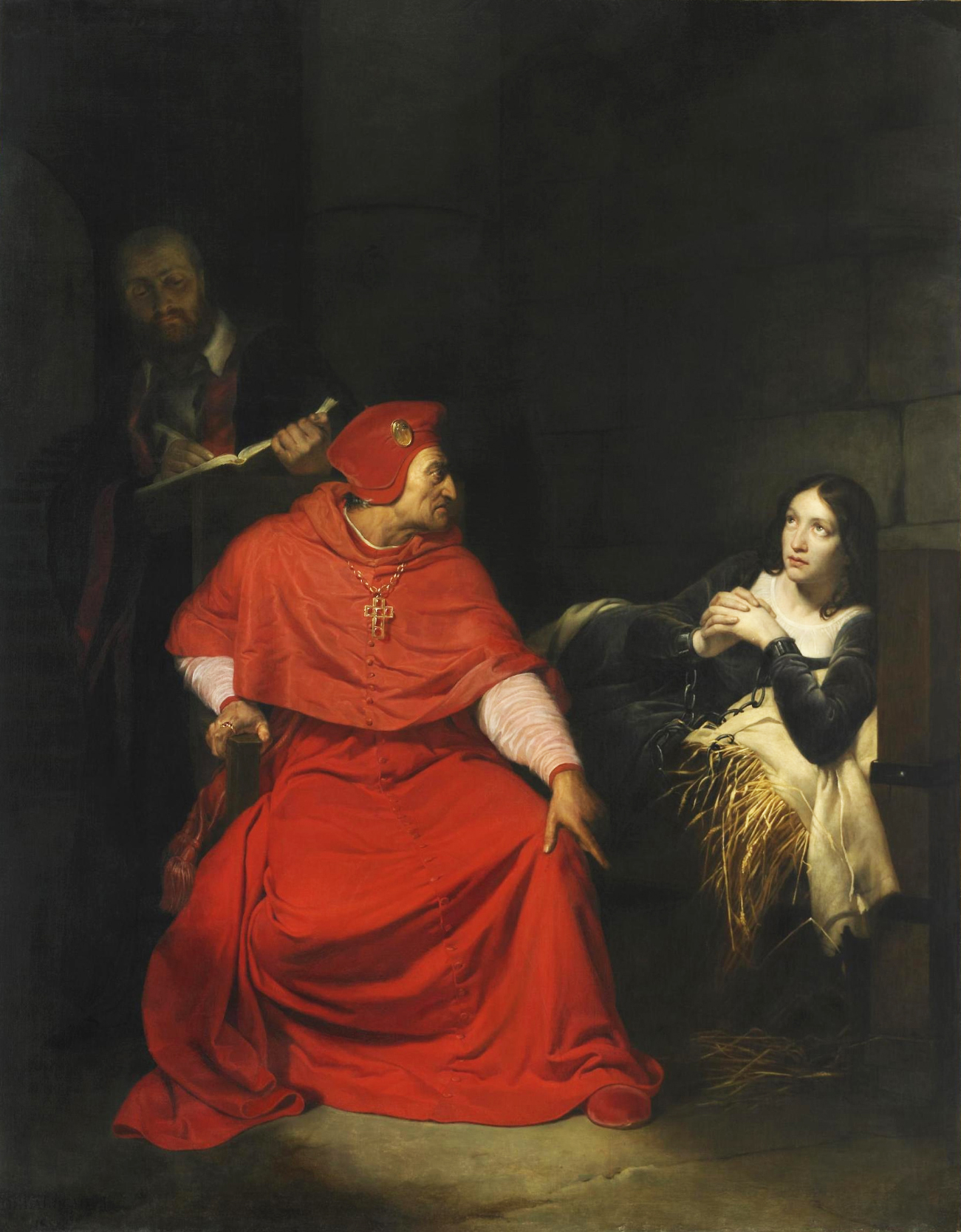
Жанна и кардинал Винчестерский. Поль Деларош, 1829 г.

Сохранились меткие ответы пленницы, не раз вызвавшие одобрительный смех заседателей.
— Являлся ли к вам архангел Михаил голым? 

— По-вашему, Господу не во что было его одеть? 

— Были ли у него волосы? 

— Почему его должны были остричь, скажите на милость?
Но что особенно встревожило судью, Жанна всё больше и больше вызывала в присутствующих симпатию. Дело дошло до того, что доминиканец Изембар де ла Пьер, открыто высказавшийся в её пользу, только благодаря заступничеству Леметра смог избежать смерти. Ввиду последних обстоятельств, Кошон был вынужден ещё дальше отойти от своей концепции «идеального процесса», прекратив публичные допросы и перенеся дальнейшее ведение следствия прямо в камеру подсудимой. Строго говоря, тайное следствие было обычным для инквизиционного трибунала в Италии или Испании, но противоречило принятому во Франции обычаю вести дело при открытых дверях, «дабы народ христианский судил совместно с судьями».
К этому же времени относится ещё один эпизод — согласно свидетельству нотариуса Маншона во время процесса реабилитации, по приказу Кошона канонику Николя Луазеллеру следовало втереться в доверие к Жанне и уговорить её исповедаться ему. Самому Маншону «и иным свидетелям» предстояло, спрятавшись в некоей укромной нише слушать, «что названная Жанна захочет сказать». Никаких, впрочем, изобличающих сведений от Жанны получить не удалось, и для Кошона ситуация продолжала ухудшаться, так как его собственный ставленник, следователь де ла Фонтен, которому претила откровенно политическая подоплёка всего процесса, из-за конфликта с ним прекратил посещать заседания. В скором времени то же самое сделал инквизитор Леметр, причём более о нём ничего не было известно.

### Закрытые заседания и осуждение

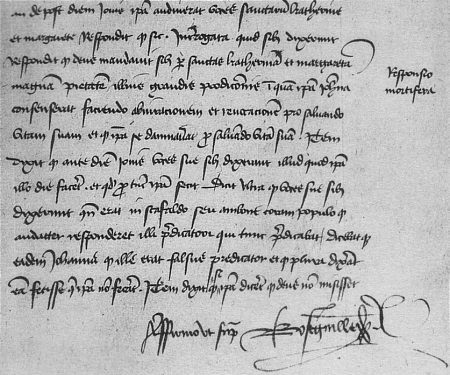
Протокол последнего допроса Жанны (рукопись Ms-lat 5966, ныне хранится в Национальной библиотеке Франции). Пометка на полях рукой нотариуса Маншона: «Она сама себе подписала приговор» (responsio mortifera)

После двух месяцев заседаний и допросов следствие не сдвинулось с мёртвой точки, но, по замечанию Франсуа Неве, «Кошон был не из тех, кто привык проигрывать». Потерпев поражение на публичных допросах, он вёл дело далее, терпеливо ожидая, пока физические и нравственные лишения не сломят пленницу и не сделают её более податливой.
Ко времени перехода процесса в «закрытое» состояние (март 1430 года) относится его наиболее загадочный эпизод — болезнь Жанны, едва не привёдшая к её смерти. Для лечения к ней был определён личный врач герцогини Бургундской Жан Тиффен, который позднее вспоминал:
Когда Жанна заболела, судьи отправили меня к ней своим приказом, меня же привёл к ней один из них по имени Жан Эстиве. В присутствии такового а также в присутствии магистра Гильома де ла Шамбр, магистра медицины, и некоторых других, я пощупал её пульс дабы таким образом определить причину её болезни, и далее осведомился у неё, как она себя чувствует и где у неё болит. Она же ответила мне, что ранее епископ бовеский прислал ей карпа, она же съела часть этой рыбы, каковая по её мнению и послужила причиной её недомогания. Тогда же Эстиве упрекнул её, говоря, что она лжёт, он же назвал её сукой и говорил «Ты, сука, сама жрала алозу и прочее в том же роде, отчего теперь и мучаешься животом». Она же отвечала ему, что это не так, и далее они обменялись многими оскорблениями.
По свидетельству самого де ла Шамбра, Эстиве, прокурор процесса и прямой ставленник Пьера Кошона, вёл себя ещё более вызывающе, «обозвав её потаскухой и сукой», отчего уже начавшая выздоравливать пленница вновь от волнения почувствовала себя хуже. Разнузданность Эстиве была столь вызывающей и непонятной, что граф Уорик вынужден был сделать ему соответствующее внушение.
Современные исследователи, пытаясь понять эту историю, выдвигают предположение, что Жанна была отравлена Кошоном, пытавшимся подобным способом избавиться от пленницы, не доводя дело до казни.
Второй раз Кошон проявил откровенное вероломство, напугав её видом горящего костра и угрозой немедля сжечь, если она не подпишет отречения от своих «заблуждений». Если же Жанна поставит свою подпись под отречением, он обещал избавить её от кандалов и английских солдат, постоянно присутствовавших в камере, отправить в тюрьму с более мягким режимом и даже (по словам самой Жанны) разрешить ей иметь служанку. Воля Жанны в тот момент оказалась поколеблена, и она предпочла подписать компрометирующий документ. Кошон, получив желаемое, обещания отнюдь не сдержал, но, в то же время, представил её «раскаявшейся» и осудил на вечное тюремное заключение.
Впрочем, в ответ на явно выраженное недовольство английских властей, он пообещал «поймать» её и как «повторно впавшую в ересь» приговорить к сожжению. Подобное действительно осуществилось, но если верить протоколам процесса, решение приняла сама Жанна, переодевшая в мужское платье по требованию своих «голосов». По её собственным словам
Господь через посредство Св. Екатерины и Св. Маргариты сказал, что к великому его сокрушению я поддалась искусному обману, в результате какового сдалась и во всём уступила с тем, чтобы спасти свою жизнь. Он же сказал, что, спасая свою жизнь, я обрекаю себя на вечное проклятие.
Нотариус Маншон отметил на полях — «ответ, несущий смерть» (responsio mortifera).
Епископ Кошон присутствовал на площади во время казни, сидя на специально для того установленном помосте, он же прочёл Жанне её приговор. Считается, что последние слова осуждённой были обращены именно к нему: «Епископ, я умираю из-за вас, я вызываю вас на суд Божий!».
По собственному признанию, Кошон рыдал во время совершения казни, возможно, как отметил советский историк Григулевич И. Р., — «от радости», предвкушая скорое назначение на архиепископскую кафедру.

## Последние годы

### ЕпископЛизьё

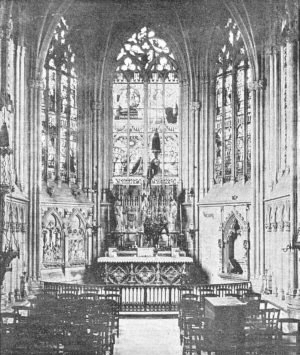
Часовня Св. Девы в Лизьё, выстроенная на деньги Пьера Кошона (по легенде, таким образом он пытался искупить свою вину за осуждение и казнь Жанны). Современная фотография

Вскоре после окончания процесса Кошон получил новое задание — отправиться в Энтрепанье, где под судом оказались четверо клириков, обвинённых английским правительством в предательстве — эти четверо находились в Бове, когда город открыл ворота Карлу VII. Руанский капитул, в свою очередь, требовал их выдачи, ссылаясь на то, что духовные лица подсудны исключительно церкви. 24 июля 1431 года Кошон вместе со своими коллегами начал переговоры, 25 октября того же года конфликт был улажен — руанцы вынуждены были довольствоваться выплатой в 1000 ливров, в то время как виновные оказались в руках светского правосудия.
Англичане в скором времени убедились, что руанский костёр отнюдь не изменил ситуацию в благоприятную для них сторону. Стремясь подорвать мнение о том, что после коронации Карл VII и никто более становился законным королём страны, решено было короновать малолетнего Генриха VI. Церемония была проведена 16 декабря 1431 года в Париже, так как «город помазания» — Реймс — прочно удерживали в своих руках французские войска. Скромность и даже бедность устроенных торжеств отметили уже хроники того времени. В частности, если верить бургундцу Ангеррану де Монстреле, из 12 пэров Франции на церемонии присутствовали только двое — Пьер Кошон и Жан де Майи, епископ Нойонский (оба от духовного сословия), и, что внушало особенную тревогу, даже Филипп Бургундский не побеспокоился прибыть для этого в город. Кошон, впрочем, сыграл во время коронации достаточно заметную роль, ему выпало держать золотую корону над головой суверена и далее быть среди приглашённых на торжественный обед, данный в честь этого события.
21 декабря, сразу по окончании коронационных торжеств, он присутствует на совете ходатаев по делам, 26 декабря того же года — на регентском совете. 29 декабря он вновь выступает в защиту привилегий Университета, добившись от нового короля освобождения alma mater от уплаты десятины и подтверждения привилегий.
Однако главной своей цели — архиепископского звания и кафедры в Руане — Кошон так и не смог достичь ввиду того, что граф Уорик не желал чрезмерно раздражать своих новых подданных (руанцы всё ещё не простили Кошону насильно взятого налога), в то время как французские войска одерживали всё новые победы. Руанская кафедра перешла в ведение аббата Николя дез Орга, в то время как униженный Кошон вынужден был среди прочих присутствовать на церемонии посвящения в сан своего соперника. С этого времени карьера Кошона заметно пошла на спад.
Однако 29 сентября того же года после смерти епископа Николя Абара освободилась кафедра в Байё, к которой немедленно предъявил интерес Пьер Кошон, который после изгнания из Бове был полностью вынужден довольствоваться деньгами, выплачиваемыми ему английским правительством (около 1 тысячи ливров в год, половина из которых выплачивалась парижским казначеем, вторая половина — нормандским). На неё немедленно предъявил притязания Занон Кастельоне, итальянец по происхождению, бывший в то время епископом Лизьё, в то время как капитул города выдвинул на эту должность Жана д’Эске. Его же поддерживал герцог бургундский, Филипп Добрый, заметно охладевший к Кошону, который всё более склонялся на сторону английского правительства. Кошона, в свою очередь поддержал Парижский Университет, пожелавший, как обычно, вмешаться в выборы. Однако при поддержке нового папы Евгения IV победу одержал итальянец, назначенный на эту должность в феврале 1432 года с согласия церковного собора, незадолго до того открывшегося в Базеле.
В качестве утешения Кошону предоставлялась кафедра в Лизьё, вакантная после отъезда Кастельоне. Согласие папы на занятие Кошоном кафедры датируется 29 января 1432 года. 8 августа он уже получил официальное назначение. 24 декабря 1432 года это же назначение было подтверждено королевским приказом. Для Кошона это было несомненным понижением в должности — епископство Лизьё, хотя и богатое (по современным подсчётам, доход епископа составлял около 6000 флоринов в год), считалось второстепенным. Тем не менее, оно располагалось в Нормандии вдали от линии фронта, и Кошон мог твёрдо рассчитывать на свою безопасность. В довершение всего, епископский дворец в Лизьё находился в плачевном состоянии, так что Кошону волей-неволей пришлось вновь переместиться в Руан, к вящему недовольству местного капитула. В этом городе епископам Лизьё принадлежал один из приходов и, вместе с тем, особняк Сен-Код де Лизьё, ставший отныне постоянной резиденцией Кошона. Но, кроме того, новоназначенному епископу предлагалось сложить с себя обязанности хранителя привилегий Парижского Университета, что он и сделал 7 октября того же года. Эта должность перешла к Жану Бриону, епископу Мо.

### Собор в Базеле и крах английского владычества в Париже
В тот же год Кошон председательствовал на собрании Генеральных штатов Нормандии, где было принято решение об основании Университета в Кане, что вылилось для Кошона в крупную размолвку с Парижским Университетом, отнюдь не желавшим конкуренции.
В этом же 1432 году Кошона ожидала новая честь — получить должность канцлера при вдовствующей королеве английской Екатерине, матери Генриха VI, впрочем, должность эта доставила ему скорее моральное удовлетворение. Одним из порученных ему в это время заданий было участие в переговорах в Кале, где велись переговоры о выкупе из плена герцога Орлеанского. Переговоры, впрочем, зашли в тупик.
14 августа 1434 году ему пришлось «добровольно» подать в отставку с этого поста после того, как королева повторно вышла замуж за Оуэна Тюдора, при том что официально причиной стал его отъезд на собор в Базеле. Также из-за сложностей, которые английскому правительству приходилось терпеть во Франции, жалование постоянно задерживалось, в частности, последние 500 ливров за 1434 год он получил лишь 10 октября следующего 1435 года.
Политическая ситуация, бывшая для «английской Франции» и без того достаточно напряжённой, ещё усложнилась летом следующего 1433 года, когда после смерти первой жены Анны Бургундской (ноябрь 1432 года) герцог Бедфорд поспешил жениться вновь, выбрав себе в супруги юную Жакетту Люксембургскую, причём спешка эта настолько шла вразрез с тогдашними обычаями, что для нового брака пришлось просить разрешения папы. Филипп Добрый, горячо любивший сестру и оплакивавший её преждевременную смерть, был глубоко уязвлён. Англо-бургундский союз после этого события дал серьёзную трещину. Кроме того, Нормандия, бывшая верным оплотом англичан во Франции, глухо волновалась, устав от бесконечной войны и налогов, которые всё возрастали с сокращением подвластной Бедфорду территории.
Базельский собор официально открылся 21 июля 1431 года. Основной задачей его было провести давно задуманную реформу церкви, но в реальности началась борьба за власть между папой, желавшим единолично править, и собором, предъявлявшим притязания на верховенство над римским понтификом. Английская делегация из 27 человек во главе с Пьером Кошоном оказалась в Базеле только в августе 1434 года по причине сложных и неоднозначных отношений между английским правительством и папой Евгением IV. Приготовления к путешествию, впрочем, начались несколько ранее — приказом короля от 6 июля 1434 года. Кошону предназначалось 900 ливров в качестве вознаграждения как будущему главе делегации. Официальное назначение последовало 10 июля, деньги были выплачены 25 июля. Эти деньги предназначались на покрытие расходов вплоть до 7 февраля 1435 года, после чего Кошону должно было выплачиваться по 5 ливров за каждый дополнительный день, что составило дополнительные 825 ливров за дополнительные 165 дней (8 февраля — 22 июля 1435), то есть вдвое меньше обычного — вероятно, из-за тяжёлого положения английского правительства во Франции.
Здесь в Базеле Кошону предстояло пережить величайшее унижение — дело в том, что в качестве нового епископа Лизьё он должен был выплатить папской курии 2358 флоринов в качестве аннатов. В сентябре 1432 года сумму уменьшили на 700 флоринов, но и её Кошон платить не спешил. Папский казначей — епископ д’Альберга, а также епископ Фоссобронский, казначей французской и немецкой делегации в Базеле, требовали от него покрыть свой долг. 15 сентября 1434 года папский казначей объявил Кошону последний срок — деньги должны были быть выплачены до 20 декабря, в противном случае епископу Лизьё грозило отлучение от церкви, причём объявление об этом событии должно было быть вывешено на двери собора в Базеле на всеобщее обозрение.
Отлучение для Кошона было равнозначно краху его посольской миссии, потому он вынужден был униженно просить обоих казначеев о милости и, наконец, внести деньги. До 21 июня следующего года ему пришлось уплатить в общей сложности 2250 флоринов и, в конце концов, удалось получить разрешение не платить оставшиеся 108. Ситуация для Бедфорда осложнялась также тем, что на стороне «буржского князька» выступил император Священной Римской империи Сигизмунд, так что для Кошона первейшей задачей становились мирные переговоры с французами.
Встреча двух делегаций произошла 5 августа 1435 года в Аррасе, куда Кошон поспешил прибыть из Базеля. Официальным главой английского представительства считался кардинал Винчестерский Генрих Бофорт, впрочем, отнюдь не спешивший прибыть в Аррас. В любом случае, позиции сторон были настолько непримиримы, что ни о каком соглашении не могло идти даже речи — так, 12 августа в ответ на выступление Кошона, предложившего обручить Генриха VI с французской принцессой и прервать военные действия на 24 года, представители Карла VII в свою очередь предложили Генриху окончательно отказаться от французской короны, сохранив за собой Гиень и Нормандию на правах королевского вассала. В ответ на это Кошон и его коллеги 16 августа предложили Карлу отказаться от французской короны в пользу соперника, сохранив за собой земли к югу от Луары, за исключением Гиени, и превратиться в вассала английского короля. 23 августа Генрих Бофорт, кардинал Винчестерский наконец прибыл в Аррас, но это уже ничего не могло изменить. 6 сентября того же года английская делегация покинула город, и, вскоре после того, Филипп Добрый счёл за лучшее договориться с французским королём, причём 21 сентября между сторонами было заключено мирное соглашение. В этом случае, после окончательного разрыва Филиппа с англичанами, Кошону предстояло выбрать свою сторону. Он предпочёл остаться на службе Генриха VI.
До Руана в сопровождении неизменного Жана де Ринеля Кошону пришлось добираться с огромным трудом из-за того, что владения «буржского князька» постоянно росли, через Кале и Булонь, далее морем до Дьепа, затем через Ле Трепор и Кодбек до Руана. Здесь епископа ждала ещё одна трагическая новость — в возрасте 46 лет, после тяжёлой болезни скончался регент Франции, герцог Бедфорд. Англо-французская монархия после его смерти была обречена.
В 1436 году Кошон вернулся в Париж в свите Людовика Люксембургского, объявленного духовным и светским главой Нормандии. Но и этот город уже не мог считаться надёжным — традиционно преданный бургундскому герцогу, после перехода последнего на сторону французов всё более нетерпимо стал относиться к английскому владычеству, виня «годонов» в том, что те не в силах прекратить бесконечную войну. Тон дневника Парижского горожанина немедленно отразил эту перемену в настроении толпы:
Огонь этой кровавой, дьяволом начатой войны раздували и старательно поддерживали трое епископов, иными словами, канцлер, человек весьма жестокого нрава, каковой был в то же время епископом Теруанна <Людовик Люксембургский>, и другой епископ, ранее бывший в Бове, а ныне в Лизьё <Пьер Кошон>, а также епископ Парижский <Жак де Шастелье>. И то достоверно известно, что в своей неистовой ярости, они безжалостно обрекли на смерть неисчислимое количество людей приказав утопить или казнить их иным способом как тайным так и явным, не говоря уже о тех, каковые пали в битвах.
Последствия подобных настроений не заставили себя ждать. В апреле 1436 года Париж открыл ворота бургундскому капитану Вилье де Л’Иль Адаму, известному горожанам начиная с 1418 года. Кошону вместе с горсткой англичан едва удалось бежать, скрывшись в Бастилии. 15 апреля им было разрешено беспрепятственно отбыть прочь и под свист и улюлюканье толпы погрузиться на корабль, чтобы по воде отбыть в Руан, отныне ставший столицей английской Франции. Париж, таким образом, был потерян навсегда. В качестве вознаграждения за понесённые лишения папа назначил епископа Лизьё хранителем апостолических привилегий. Тогда же вновь освободилась руанская кафедра, но о шестидесятипятилетнем Кошоне уже никто не вспоминал. Назначение получил его непосредственный патрон — Людовик Люксембургский, ему же досталась и кардинальская шапка.

### Закат карьеры
Сохранилась его расписка, помеченная 29 июля 1437 года, за 770 франков, выплаченных ему в счёт 2177 франков в качестве вознаграждения за очередную поездку из Парижа в Руан («на службе у короля английского»).
После смерти Бедфорда управление англо-французской монархией сосредоточилось в Лондоне, куда 6 октября 1438 года и вынужден был направиться Пьер Кошон для подготовки новой серии мирных переговоров. В этой поездке его сопровождали Жан Пофан, Жан де Монтгомери, бальи Ко, и неизменный Жан де Ринель. О степени отчаяния, царившего среди приверженцев английского короля, можно судить уже по тому, что отъезжавшие за собственные деньги выкупили судно, собираясь постоянно иметь его под рукой в случае непредвиденных обстоятельств. Из этой цены — 268 золотых салюдоров — Кошон выплатил 50. Позднее английская казна возместит ему этот расход, заплатив, кроме того, за два месяца путешествия 600 ливров.
Непредвиденного не произошло, епископ Лизьё вернулся во Францию в сопровождении кардинала Винчестерского, герцога Норфолка и архиепископа Йоркского. 29 мая 1439 года он был официально назначен послом в Кале и Гравелин, где должен был принять участие в мирных переговорах, открывшихся в июле. На повестке дня стояло несколько вопросов: возобновление торговых операций между Англией и Фландрией, прерванных переходом герцога бургундского, патрона этой земли, на сторону Карла VII, освобождение из плена герцога Орлеанского и наконец — перемирие между двумя странами. Договорённость была достигнута лишь по первому пункту, в остальном переговоры вновь ни к чему не привели: позиции обоих королей были непримиримы, каждый из них собирался занять французский трон, превратив соперника в своего вассала.
В 1439 и 1440 годах Кошон совершил ещё несколько поездок в Кале и в Англию, вновь принимая участие в мирных переговорах между двумя странами. Источники расходятся между собой в вопросе, присутствовал ли престарелый епископ Лизьё («располневший, одышливый, склонный к апоплексии») при новых переговорах 1440 года в Кале, где наконец было достигнуто соглашение касательно условий освобождения герцога Орлеанского.
В последний раз имя епископа Лизьё появляется в документах, датированных 1441 годом. Он присутствовал на торжественном въезде в Руан герцога Йоркского Ричарда, заменившего Бедфорда (и следующего за ним Уорика) на посту регента Франции. Тогда же Кошон обратился к двадцатилетнему королю Генриху VI с просьбой разрешить ему истратить на благотворительные цели 50 английских ноблей и получил в том полное удовлетворение.
О времени и месте кончины епископа Кошона известно лишь из показаний на Процессе реабилитации, сделанных Гильомом Колем (Буагильомом), одним из письмоводителей на руанском процессе 1431 года. Если верить ему, Кошон скончался внезапно 18 декабря 1442 года в своей резиденции в Руане, в то время как цирюльник брил ему бороду. В сознании людей XV века внезапная смерть без покаяния не сулила ему ничего хорошего — впрочем, Коль и не скрывал своего мнения, что все, принимавшие участие в руанском процессе, «кончили злой смертью». Современные исследователи склоняются ко мнению, что Коль во многом передавал ходившие тогда слухи, в чём-то, впрочем, соответствовавшие действительности.
По слухам, Кошон всю дальнейшую жизнь раскаивался в совершённом преступлении, и богато украшенная капелла Святой Девы в Лизьё, возведённая им на собственные деньги, должна была служить ему искуплением. Стоит, однако, оговориться, что современные исследователи считают подобное лишь красивой легендой, отнюдь не соответствующей действительности.

## В памяти

### После смерти
Завещание епископа Кошона не дошло до нашего времени, однако из многочисленных упоминаний в документах того времени известно, что своё немалое состояние он разделил между своим племянником Жаном Бидо (сыном сестры) и Жанной (или Гильметтой) Бидо, племянницей, бывшей замужем за Жаном де Ринелем. Кроме того, немалые средства, как было принято в те времена, предназначались на оплату заупокойных служб. Так 300 ливров предназначалась на оплату ежегодных служб в день смерти епископа, которые должны были совершаться в университетской церкви в Париже, такая же сумма для той же цели предназначалась собору в Реймсе, городе, где около 1432 года умер и был погребён его брат — Жан. В этом последнем случае вновь не обошлось без курьёза — забывчивый Кошон не оговорил взноса на покупку свечей и колокольный звон, так что капитулу пришлось далее ежегодно раскошеливаться на 6 су в оплату звонарям, в то время как за свечи платил из собственного кармана викарий. И наконец, самый крупный взнос предназначался собору в Лизьё, где за деньги Пьера Кошона должен был содержаться специальный каноник, в чьи обязанности входило присматривать за могилой и совершать после ежедневной мессы специальную службу в помин души покойного епископа, что продолжалось вплоть до Великой Французской революции 1789 года.
Отношение к Кошону со стороны французской партии было неоднозначным. Так, Жан Жювеналь дез Юрсен, наследовавший ему в качестве епископа Бове, отметил:
Пусть они и оказывали сопротивление власти вашей, но случилось это лишь потому, что господин епископ впал в глупейшую ошибку, в то время как в глубине души они всегда оставались вашими верными слугами.
К началу Процесса реабилитации Кошона уже не было в живых, и держать ответ за его действия предстояло внучатым племянникам — Жаку и Филиппу де Ринель, детям Жана де Ринеля, скончавшегося незадолго до того. Они же поспешили отречься от Кошона, заявляя, что во времена руанского процесса «были малыми детьми или вовсе не успели родиться на свет».
После оправдания Жанны имя Кошона было покрыто позором. Католическая церковь, оказавшаяся в более чем щекотливом положении, так как национальную героиню Франции сожгли по приказу инквизиционного суда, также поспешила откреститься от Пьера Кошона. В том же 1456 году папа Каликст III посмертно отлучил его от церкви.

### В позднейшей историографии
Вплоть до второй половины XX века историки всех стран неизменно представляли епископа бовеского как верного клеврета англичан и палача Орлеанской Девы. Позднее это мнение стало подвергаться пересмотру в работах нескольких французских историков. Он был представлен как «просвещённый и честный клирик, проявивший, впрочем, в своём профессиональном рвении чрезмерную суровость».
Совсем неожиданный взгляд на роль Кошона в инквизиционном процессе Жанны проявили сторонники «новой версии», заключающейся в том, что произошедшее было не более чем спектаклем, в то время как Кошон, ведший двойную игру или даже исполняя приказ Уорика, позволил пленнице бежать и подменил её другой женщиной, казнённой затем на площади. Делал же он это потому, что Жанна была на самом деле королевским бастардом — дочерью королевы Изабеллы или короля Карла от его возлюбленной — Одетты де Шампдивер. Мнение это основано на некоторой двусмысленности, которую несут в себе материалы процесса. Сторонники подобного взгляда на вещи задаются вопросом: как случилось, что столь искушённый знаток канонического права, каким был, без сомнения, Пьер Кошон, оставил множество оснований для оспаривания приговора, чем не преминули воспользоваться во время процесса реабилитации.
Далее, за Жанну (официально — простую крестьянку) был заплачен немыслимый в то время выкуп — 10 000 турских ливров, полагавшийся за пленение короля или принца крови, хотя подобный выкуп полагался по законам войны за главнокомандующего, которым Жанна без сомнения была. Собственноручное письмо епископа Кошона, касающееся этого выкупа, приводит в ещё большее недоумение, так как в нём читается, «что, как то́ утверждается, она не была взята в плен на поле боя». Однако и это можно объяснить слабой осведомлённостью самого епископа.
В материалах процесса сохранилось также письмо Парижского Университета своему хранителю привилегий, в котором Кошона резко и недвусмысленно упрекают за слишком медлительное ведение процесса.
Наконец тот факт, что Жанну не подвергали пытке (сам Кошон объяснял это тем, что пытался сделать ведение процесса «безупречным», сторонники же «новой версии» видят в этом прямое доказательство её королевского происхождения), то, что епископ пытался, по-видимому, спасти её от костра, приговорив к пожизненному заключению, и, наконец, последние слова, сказанные им Жанне после прочтения приговора «наберитесь терпения» (сторонники традиционной версии видят в этом не более чем циничную насмешку), заставляют ревизионистов обелять епископа Кошона и видеть в нём сообщника Жанны. Впрочем, в современной науке подобная точка зрения считается маргинальной и не пользуется поддержкой.

### Обнаружение тела

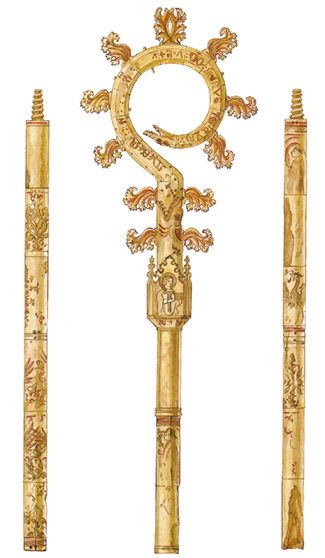
Епископский посох Пьера Кошона, найденный в его могиле. Уничтожен в 1944 году

Гроб с телом Кошона был перенесён в Лизьё и со всеми полагающимися почестями предан земле в им же выстроенной и украшенной часовне Нотр-Дам де Лизьё «слева от алтаря». Нижняя часть надгробия была изготовлена из чёрного мрамора, украшающая надгробие лежащая статуя епископа — из белого, свод гробницы — из канского камня, надгробие окружили прочной решёткой из кованого железа.
В начале XVIII века Бартелеми Реми или Луи Бондан (вопрос этот остаётся предметом дискуссий) выполнил рисунок надгробного камня. Немногим позднее, в 1705 году церковь была перестроена и вся верхняя часть надгробия пошла под снос. В 1754 году, как то было в обычаях времени, над могилой Кошона было помещено ещё одно захоронение — некоего мсье Кондорсе. Однако во время революции 1793 года захоронение Кондорсе разорила ворвавшаяся в часовню толпа, тело же вынесла прочь и захоронила в общей могиле на кладбище Шамп-Ремолё. С того времени и вплоть до 1931 года не было ясности, что произошло с телом Кошона.
Первое исследование, предпринятое Историческим обществом Лизьё 8 сентября 1919 года в северной части часовни, обнаружило «разрозненные части скелетов», из чего был сделан ошибочный вывод, что тело Кошона подверглось поруганию.
Изыскания были возобновлены 9 апреля 1931 года, в результате в месте, где должна была по средневековым описаниям находиться могила Кошона, под обломками канского камня и чёрного мрамора, обнаружился епископский посох из слоновой кости, богато украшенный золотом, и пастырский перстень, ниже был найден свинцовый гроб, в нём — остатки дубового гроба, под ними же покоился прекрасно сохранившийся скелет.
Кошон оказался мужчиной достаточно высокого для того времени роста (1 м 68 см), крепкого сложения, с рыжеватыми волосами. Зубы оказались сильно стёртыми. На теле не было одежды, видимо по обычаям того времени оно было завёрнуто в саван, истлевший от времени. По окончании осмотра останки епископа были захоронены вновь и покоятся на том же месте вплоть до нынешнего времени. Пастырский перстень и посох попали в местный музей, в который, однако, во время одного из воздушных налётов в 1944 году попала бомба, и они погибли вместе с остальными экспонатами. До настоящего времени сохраняются лишь несколько фрагментов посоха, которые удалось извлечь из-под обломков.

### В культуре
Епископ Кошон, судья и палач Жанны д’Арк, неизменно появляется во всех произведениях, описывающих суд и казнь французской героини. Одной из первых в этом списке следует назвать пьесу Ипполита-Жюля Пиле де ла Менардьера «Орлеанская Дева» (фр. La Pucelle d`Orléans, 1642 год). В этом весьма помпезном произведении, написанном александрийским стихом и выстроенном в строгом соответствии с правилами классицизма, действие происходит в течение дня, на который назначена казнь. Сюжет пьесы весьма далёк от реальных событий — если верить ему, казнь была делом рук демонической леди Уорик, приревновавшей мужа к пленнице, в то время как епископ Каншон (как ла Менадьер транскрибирует его имя) выступает покорным орудием её воли. Также влюблённый в Жанну, епископ, сражённый горем, после совершения казни умирает на сцене.
Жан Шапелен, один из основоположников классицизма, также вспомнил о Кошоне в своей поэме «Дева и освобождённая Франция» (1656 год). В его интерпретации, епископ призывает на помощь демонические силы, добиваясь своих целей с их помощью. Шарль д’Арвиньи, поставивший в 1819 году на парижской сцене своё произведение «Жанна д’Арк в Руане», выдержавшее затем десять печатных переизданий, также весьма вольно обошёлся с фактами. По его мнению, Джон Тальбот и герцогиня Бедфордская пытались спасти Жанну и предлагали ей бежать в Англию, Дюнуа собрался ради неё биться на рыцарском поединке — она же, отказавшись от всего этого, предпочла смерть и была сожжена Кошоном по ошибке. Трагедия «Смерть Жанны д’Арк» Орселя Дюмолара (1870) также близка к этой интерпретации. Здесь спасителями желают выступить Тальбот и Филипп Бургундский, в то время как Жанну передаёт в руки светской власти королева Изабелла Баварская.
В религиозной «Мистерии о благотворительной щедрости Жанны д’Арк» Шарль Пеги представляет Кошона и его приспешника Луазеллера как жёстких и непреклонных исполнителей божественной воли. В то же время, вновь искажая события, автор заставляет своих героев подвергнуть Жанну пытке, что отнюдь не согласуется с сохранившимися материалами процесса. В романе Анатоля Франса «Жизнь Жанны д’Арк» епископ Кошон превратился едва ли не в садиста-убийцу. По крайней мере, литератор счёл возможным приписать ему следующую реплику: «Девица на растерзание… Какое блаженство для прелата!». И окончательно окарикатуривая образ епископа Бове, Поль Клодель в своей оратории «Жанна на костре», используя отдалённое сходство фамилии Кошон (Cauchon) с новофранцузским словом «cochon», превращает своего героя в образчик жестокости и глупости. «Зовусь я Хряк», — представляется на сцене епископ Бове, и в ответ ему послушное «стадо», как автор именует остальных заседателей, ответствует: «Кому же быть судьёй, как не господину нашему Хряку!», и в дальнейшем на любую реплику этого персонажа неизменно отвечает дружным хором «Бе-е-е! Бе-е-е!». Отъявленным злодеем выведен Кошон и в романтической повести Марка Твена «Личные воспоминания о Жанне Д`Арк» (1896).
В пьесе Бернарда Шоу «Святая Иоанна» (1925) и драме «Подлинный процесс Жанны д’Арк» Жоржа и Людмилы Питуефф вновь появляется епископ Кошон. Бернард Шоу предлагает своё истолкование процесса над Жанной: судьи были беспристрастны и вынесли приговор в точном соответствии с тогдашним законом, а в трагедии Жанны виноват не Кошон, а извечный разрыв между пророком и обществом: «Нет таких сведений о Кошоне, которые позволили бы обвинить его в вероломстве или какой-то исключительной жестокости в ходе суда над Жанной». И, наконец, в пьесе Жана Ануя «Жаворонок» епископ становится более похожим на самого себя — холодным и трезвым политиком, предостерегающим пленницу: «И что с того, если ты считаешь, будто послана Богом?… Берегись обмана». Жорж Бернано в своём романе «Жанна — еретичка и святая» заклеймил Кошона «соглашателем» — что было неудивительно, так как книга была написана в 1934 году, в преддверии Второй мировой войны.
В историко-приключенческом романе французской писательницы Ж. Бенцонни «Катрин» Пьер Кошон выступает как один из действующих лиц, врагов главной героини. Он также появляется в исторических сценах, например при восстании кабошьенов в Париже в 1413 г. и процессе над Жанной д’Арк.
В первых же, ещё немых короткометражных фильмах Жоржа Ато (1898) и Жоржа Мельеса (1900) он выступает в качестве эпизодического персонажа, осуждающего героиню на смерть. Теодор Робертс сыграл Кошона в фильме «Женщина Жанна» (1916). Карл Теодор Дрейер в своей кинокартине «Страсти Жанны д’Арк» (1928) также не обошёл вниманием епископа Бове (в роли Эжен Сильвен). Он также является героем фильмов Виктора Флеминга «Жанна д’Арк» (1948, в роли Фрэнсис Салливан), «Святая Жанна» (1957, в роли Антон Уолбрук) Отто Премингера, являющегося экранизацией пьесы Бернарда Шоу, «Процесс Жанны д'Арк» Роберта Брессона (1962, в роли Жан-Клод Фурно), российского фильма «Начало» (1970, в роли Евгений Лебедев), «Жанна д’Арк» Люка Бессона (1999, в роли Тимоти Вест) и мини-сериала с тем же названием (1999, в роли Питер О`Тул).
В рок-опере «Жанна д’Арк» театра «Тампль» Кошон является одним из двух главных врагов Жанны (вместе с Изабеллой Баварской, которая подстрекает своего сына Карла избавиться от неё после коронации в Реймсе). Здесь Кошон лично продаёт Жанну в руки англичан, получая 30 монет от маршала Джона Тальбота и вспоминая при этом историю Иуды — на что его визави отвечает «Те, кто надел плащ дипломата, в этой войне тоже солдаты». При этом в рок-опере у Кошона есть и личный мотив участия в процессе — признаваемая им самим порочная страсть к Жанне. Впрочем, романтические чувства к ней здесь испытывают и все остальные мужские персонажи рок-оперы — Дюнуа, Жиль де Рец, король Карл и даже Джон Тальбот.

## Комментарии
1. ↑  Амбелен также утверждает, что отец передал в наследство Пьеру землю Соммвьер.
2. ↑  В старофранцузском языке «свинья» обозначалась скорее словами porc или porceau.
3. ↑  Бернард Гиллемен в своей книге «Карьера Пьера Кошона» предлагает другую дату — 1388 год (P. 217—225).
4. ↑  Позднее она получила название «арманьякской» по имени своего второго по счёту руководителя — Бернара д’Арманьяка.
5. ↑  Бургундская партия, названная по титулу своего руководителя — герцога Бургундского. В российской историографии её приверженцы также именуются «бургиньонами».
6. ↑  Бурассен называет его Жаном.
7. ↑  Бочонок (фр. «queue») в феодальной Франции мера объёма жидкости, равная приблизительно 400 л.
8. ↑  Факт поездки подтверждается сохранившейся квитанцией. См. Приложение I // Скакальская А. Б. Процесс Жанны Д’Арк. Материалы инквизиционного процесса. М-СПб. Альянс-Архео. 2007.
9. ↑  Годоны — от английского God Damn — «Чёрт побери», прозвище англичан во время Столетней войны.
10. ↑  Точнее, речь шла о переложении в стихотворную форму одноимённой пьесы, незадолго до того написанной Франсуа Эделеном, аббатом д’Обиньяк.

### Первоисточники
- Chronique de la Pucelle // L’histoire complète de Jeanne d’Arc, t. III (фр.) / J.-B.-J. Ayroles. — 1897. — P. 61—66. См. также перевод: Хроника Девы (глава LX).

### Исследования
- Скакальская А. Б. Процесс Жанны Д’Арк. Материалы инквизиционного процесса. — М., СПб.: Альянс-Архео, 2007.
- Autrand F. Charles VI. — Paris: Fayard, 1986. — 647 p.
- Bourassin, Emmanuel. Évêque Cauchon: coupable ou non-coupable? — Paris: Librairie Académique Perrin, 1988. — 315 p. — ISBN 2-262-00533-8.
- Favier J. Pierre Cauchon, Comment on devient le juge de Jeanne d’Arc. — Fayard, 2010. — P. 652. — 712 p. — ISBN 978-2-213-642611-1.
- Neveux, François. L’évêque Pierre Cauchon. — Paris: Denoël, 1987. — 350 p.
- Pernoud R., Clin M.-V. Joan of Arc, her Story. — 1st edition. — New York: St. Martin’s Griffin, 1999. — 336 p. — ISBN 9780312227302.
- Sarazin A. Pierre Cauchon: juge de Jeanne d’Arc, Reims, Paris, Beauvais, Rouen, Lisieux. — Paris: H. Champion, 1901. — 268 p.